# Liste des monuments historiques protégés en 1974
Cet article recense les monuments historiques français classés ou inscrits en 1974.

## Protections
| Édifice                                                                       | Commune                               | Département          | Région                     | Protection | Base Mérimée                         | Coordonnées                         | Image |
| ----------------------------------------------------------------------------- | ------------------------------------- | -------------------- | -------------------------- | ---------- | ------------------------------------ | ----------------------------------- | ----- |
| Château d'Anglefort                                                           | Anglefort                             | Ain                  | Auvergne-Rhône-Alpes       | inscrit    | « PA00116292 », notice no PA00116292 | 45° 54′ 48″ nord, 5° 48′ 46″ est    |       |
| Maison Gorrevod                                                               | Bourg-en-Bresse                       | Ain                  | Auvergne-Rhône-Alpes       | classé     | « PA00116339 », notice no PA00116339 | 46° 12′ 17″ nord, 5° 13′ 26″ est    |       |
| Donjon de Buenc                                                               | Hautecourt-Romanèche                  | Ain                  | Auvergne-Rhône-Alpes       | inscrit    | « PA00116411 », notice no PA00116411 | 46° 09′ 29″ nord, 5° 24′ 27″ est    |       |
| Ferme Coulas                                                                  | Reyssouze                             | Ain                  | Auvergne-Rhône-Alpes       | inscrit    | « PA00116538 », notice no PA00116538 | 46° 26′ 08″ nord, 4° 55′ 20″ est    |       |
| Ferme de Montalibord                                                          | Vescours                              | Ain                  | Auvergne-Rhône-Alpes       | classé     | « PA00116593 », notice no PA00116593 | 46° 27′ 51″ nord, 5° 02′ 06″ est    |       |
| Atelier de poterie antique                                                    | Coulanges                             | Allier               | Auvergne-Rhône-Alpes       | classé     | « PA00093072 », notice no PA00093072 | 46° 28′ 38″ nord, 3° 53′ 27″ est    |       |
| Château des Étourneaux                                                        | Montluçon                             | Allier               | Auvergne-Rhône-Alpes       | inscrit    | « PA00093168 », notice no PA00093168 | 46° 20′ 49″ nord, 2° 34′ 56″ est    |       |
| Chapelle Saint-Mayol du Veurdre                                               | Le Veurdre                            | Allier               | Auvergne-Rhône-Alpes       | classé     | « PA00093337 », notice no PA00093337 | 46° 45′ 25″ nord, 3° 01′ 54″ est    |       |
| Chapelle Saint-Claude des Pénitents noirs                                     | Saorge                                | Alpes-Maritimes      | Provence-Alpes-Côte d'Azur | inscrit    | « PA00080853 », notice no PA00080853 | 43° 59′ 13″ nord, 7° 33′ 12″ est    |       |
| Chapelle Saint-Sébastien des Pénitents rouges                                 | Saorge                                | Alpes-Maritimes      | Provence-Alpes-Côte d'Azur | inscrit    | « PA00080854 », notice no PA00080854 | 43° 59′ 17″ nord, 7° 33′ 04″ est    |       |
| Hôtel Missolz de Ferrières                                                    | Aubenas                               | Ardèche              | Auvergne-Rhône-Alpes       | inscrit    | « PA00116634 », notice no PA00116634 | 44° 37′ 12″ nord, 4° 23′ 24″ est    |       |
| Église Saint-Pierre du Monteil                                                | Le Crestet                            | Ardèche              | Auvergne-Rhône-Alpes       | inscrit    | « PA00116697 », notice no PA00116697 | 45° 00′ 08″ nord, 4° 36′ 16″ est    |       |
| Église de l'Assomption de Ribes                                               | Ribes                                 | Ardèche              | Auvergne-Rhône-Alpes       | inscrit    | « PA00116753 », notice no PA00116753 | 44° 31′ 05″ nord, 4° 26′ 10″ est    |       |
| Château de Beaume                                                             | Saint-André-en-Vivarais               | Ardèche              | Auvergne-Rhône-Alpes       | inscrit    | « PA00116776 », notice no PA00116776 | 45° 06′ 18″ nord, 4° 25′ 28″ est    |       |
| Église Saint-Genest de Saint-Gineis-en-Coiron                                 | Saint-Gineis-en-Coiron                | Ardèche              | Auvergne-Rhône-Alpes       | inscrit    | « PA00116787 », notice no PA00116787 | 44° 37′ 59″ nord, 4° 32′ 01″ est    |       |
| Chapelle Saint-Sébastien de Saint-Thomé                                       | Saint-Thomé                           | Ardèche              | Auvergne-Rhône-Alpes       | inscrit    | « PA00116808 », notice no PA00116808 | 44° 30′ 01″ nord, 4° 37′ 35″ est    |       |
| Presbytère de Satillieu                                                       | Satillieu                             | Ardèche              | Auvergne-Rhône-Alpes       | inscrit    | « PA00116816 », notice no PA00116816 | 45° 09′ 03″ nord, 4° 36′ 49″ est    |       |
| Borne milliaire de Vagnas                                                     | Vagnas                                | Ardèche              | Auvergne-Rhône-Alpes       | inscrit    | « PA00116840 », notice no PA00116840 | 44° 21′ 05″ nord, 4° 21′ 54″ est    |       |
| Église Saint-Jacques de Naves                                                 | Les Vans                              | Ardèche              | Auvergne-Rhône-Alpes       | inscrit    | « PA00116738 », notice no PA00116738 | 44° 23′ 58″ nord, 4° 06′ 51″ est    |       |
| Grotte du Ker de Massat                                                       | Massat                                | Ariège               | Occitanie                  | classé     | « PA00093819 », notice no PA00093819 | 42° 53′ 48″ nord, 1° 19′ 22″ est    |       |
| Bornes milliaires                                                             | Roquefort-des-Corbières               | Aude                 | Occitanie                  | classé     | « PA00102879 », notice no PA00102879 | 42° 58′ 33″ nord, 2° 55′ 24″ est    |       |
| Église Saint-Étienne                                                          | Trèbes                                | Aude                 | Occitanie                  | inscrit    | « PA00102911 », notice no PA00102911 | 43° 12′ 37″ nord, 2° 26′ 28″ est    |       |
| Maison Marty                                                                  | Coupiac                               | Aveyron              | Occitanie                  | inscrit    | « PA00094004 », notice no PA00094004 | 43° 57′ 13″ nord, 2° 34′ 53″ est    |       |
| Chapelle de Laussac                                                           | Thérondels                            | Aveyron              | Occitanie                  | inscrit    | « PA00094190 », notice no PA00094190 | 44° 51′ 12″ nord, 2° 46′ 27″ est    |       |
| Pavillon de Cézanne                                                           | Aix-en-Provence                       | Bouches-du-Rhône     | Provence-Alpes-Côte d'Azur | inscrit    | « PA00081100 », notice no PA00081100 | 43° 32′ 19″ nord, 5° 26′ 47″ est    |       |
| Hôtel du Roure ou de Divonne                                                  | Arles                                 | Bouches-du-Rhône     | Provence-Alpes-Côte d'Azur | inscrit    | « PA00081145 », notice no PA00081145 | 43° 40′ 35″ nord, 4° 37′ 23″ est    |       |
| Chapelle Notre-Dame                                                           | Berre-l'Étang                         | Bouches-du-Rhône     | Provence-Alpes-Côte d'Azur | inscrit    | « PA00081226 », notice no PA00081226 | 43° 29′ 09″ nord, 5° 13′ 22″ est    |       |
| Palais Longchamp                                                              | Marseille                             | Bouches-du-Rhône     | Provence-Alpes-Côte d'Azur | inscrit    | « PA00081368 », notice no PA00081368 | 43° 18′ 17″ nord, 5° 23′ 44″ est    |       |
| Immeuble                                                                      | Salon-de-Provence                     | Bouches-du-Rhône     | Provence-Alpes-Côte d'Azur | inscrit    | « PA00081463 », notice no PA00081463 | 43° 38′ 26″ nord, 5° 05′ 50″ est    |       |
| Manoir de la Bruyère                                                          | Auvillars                             | Calvados             | Normandie                  | inscrit    | « PA00111027 », notice no PA00111027 | 49° 11′ 24″ nord, 0° 04′ 13″ est    |       |
| Hôtel de Royville                                                             | Bayeux                                | Calvados             | Normandie                  | inscrit    | « PA00111052 », notice no PA00111052 | 49° 16′ 42″ nord, 0° 42′ 31″ ouest  |       |
| Prieuré Notre-Dame-des-Moutiers                                               | Cagny                                 | Calvados             | Normandie                  | inscrit    | « PA00111196 », notice no PA00111196 | 49° 09′ 44″ nord, 0° 14′ 56″ ouest  |       |
| Butte du Hu                                                                   | Condé-sur-Ifs                         | Calvados             | Normandie                  | classé     | « PA00111241 », notice no PA00111241 | 49° 01′ 36″ nord, 0° 07′ 43″ ouest  |       |
| Hôtel Saint-Léonard                                                           | Falaise                               | Calvados             | Normandie                  | classé     | « PA00111319 », notice no PA00111319 | 48° 53′ 51″ nord, 0° 11′ 50″ ouest  |       |
| Église Saint-Martin                                                           | Mesnil-Clinchamps                     | Calvados             | Normandie                  | inscrit    | « PA00111535 », notice no PA00111535 | 48° 51′ 08″ nord, 0° 59′ 28″ ouest  |       |
| Église Saint-Martin                                                           | Saint-Martin-du-Mesnil-Oury           | Calvados             | Normandie                  | inscrit    | « PA00111703 », notice no PA00111703 | 49° 02′ 06″ nord, 0° 08′ 07″ est    |       |
| Manoir de Glatigny                                                            | Tourgéville                           | Calvados             | Normandie                  | inscrit    | « PA00111762 », notice no PA00111762 | 49° 18′ 12″ nord, 0° 05′ 34″ est    |       |
| Église Saint-Pierre                                                           | Vienne-en-Bessin                      | Calvados             | Normandie                  | classé     | « PA00111798 », notice no PA00111798 | 49° 16′ 43″ nord, 0° 36′ 29″ ouest  |       |
| Château du Martinet                                                           | Saint-Simon                           | Cantal               | Auvergne-Rhône-Alpes       | inscrit    | « PA00093660 », notice no PA00093660 | 44° 57′ 40″ nord, 2° 28′ 49″ est    |       |
| Château de Bonnes                                                             | Bonnes                                | Charente             | Nouvelle-Aquitaine         | inscrit    | « PA00104252 », notice no PA00104252 | 45° 14′ 23″ nord, 0° 09′ 01″ est    |       |
| Maison à pans de bois                                                         | Confolens                             | Charente             | Nouvelle-Aquitaine         | inscrit    | « PA00104334 », notice no PA00104334 | 46° 00′ 52″ nord, 0° 40′ 08″ est    |       |
| Maison à pans de bois                                                         | Confolens                             | Charente             | Nouvelle-Aquitaine         | inscrit    | « PA00104333 », notice no PA00104333 | 46° 00′ 53″ nord, 0° 40′ 08″ est    |       |
| Maison du duc d'Épernon                                                       | Confolens                             | Charente             | Nouvelle-Aquitaine         | classé     | « PA00104336 », notice no PA00104336 | 46° 00′ 54″ nord, 0° 40′ 27″ est    |       |
| Église Sainte-Madeleine de La Magdeleine                                      | La Magdeleine                         | Charente             | Nouvelle-Aquitaine         | classé     | « PA00104404 », notice no PA00104404 | 46° 03′ 06″ nord, 0° 04′ 27″ est    |       |
| Église Saint-Sigismond de Saint-Simon                                         | Saint-Simon                           | Charente             | Nouvelle-Aquitaine         | classé     | « PA00104511 », notice no PA00104511 | 45° 38′ 58″ nord, 0° 04′ 35″ ouest  |       |
| Porte Royale                                                                  | La Rochelle                           | Charente-Maritime    | Nouvelle-Aquitaine         | classé     | « PA00105146 », notice no PA00105146 | 46° 09′ 44″ nord, 1° 08′ 35″ ouest  |       |
| Manoir des Girouettes                                                         | Loye-sur-Arnon                        | Cher                 | Centre-Val de Loire        | inscrit    | « PA00096831 », notice no PA00096831 | 46° 39′ 15″ nord, 2° 23′ 10″ est    |       |
| Couvent Saint-Julien de Bonifacio                                             | Bonifacio                             | Corse-du-Sud         | Corse                      | inscrit    | « PA00099079 », notice no PA00099079 | 41° 23′ 21″ nord, 9° 10′ 59″ est    |       |
| Araghju                                                                       | San-Gavino-di-Carbini                 | Corse-du-Sud         | Corse                      | classé     | « PA00099109 », notice no PA00099109 | 41° 38′ 52″ nord, 9° 15′ 44″ est    |       |
| Alignement de Palaghju                                                        | Sartène                               | Corse-du-Sud         | Corse                      | classé     | « PA00099118 », notice no PA00099118 | 41° 33′ 26″ nord, 8° 53′ 12″ est    |       |
| Tour de Sagone                                                                | Vico                                  | Corse-du-Sud         | Corse                      | inscrit    | « PA00099123 », notice no PA00099123 | 42° 06′ 38″ nord, 8° 41′ 12″ est    |       |
| Château de Rochefort                                                          | Asnières-en-Montagne                  | Côte-d'Or            | Bourgogne-Franche-Comté    | classé     | « PA00112070 », notice no PA00112070 | 47° 42′ 54″ nord, 4° 15′ 38″ est    |       |
| Église                                                                        | Cessey-sur-Tille                      | Côte-d'Or            | Bourgogne-Franche-Comté    | inscrit    | « PA00112171 », notice no PA00112171 | 47° 16′ 48″ nord, 5° 13′ 21″ est    |       |
| Menhir de Callac                                                              | Saint-Gilles-Vieux-Marché             | Côtes-d'Armor        | Bretagne                   | classé     | « PA00089628 », notice no PA00089628 | 48° 14′ 59″ nord, 2° 57′ 54″ ouest  |       |
| Église Sainte-Madeleine de Pallier                                            | Gentioux-Pigerolles                   | Creuse               | Nouvelle-Aquitaine         | inscrit    | « PA00100078 », notice no PA00100078 | 45° 47′ 17″ nord, 2° 01′ 50″ est    |       |
| Église Saint-Oradour de Lupersat                                              | Lupersat                              | Creuse               | Nouvelle-Aquitaine         | classé     | « PA00100100 », notice no PA00100100 | 45° 58′ 54″ nord, 2° 21′ 13″ est    |       |
| Château des Bories                                                            | Antonne-et-Trigonant                  | Dordogne             | Nouvelle-Aquitaine         | classé     | « PA00082319 », notice no PA00082319 | 45° 13′ 08″ nord, 0° 50′ 38″ est    |       |
| Église Saint-Barthélemy de Salles-de-Cadouin                                  | Le Buisson-de-Cadouin                 | Dordogne             | Nouvelle-Aquitaine         | inscrit    | « PA00082418 », notice no PA00082418 | 44° 46′ 39″ nord, 0° 51′ 46″ est    |       |
| Église Saint-Pierre et Saint-Paul                                             | Bussac                                | Dordogne             | Nouvelle-Aquitaine         | inscrit    | « PA00082423 », notice no PA00082423 | 45° 16′ 22″ nord, 0° 36′ 26″ est    |       |
| Château de Borie-Petit                                                        | Champcevinel                          | Dordogne             | Nouvelle-Aquitaine         | inscrit    | « PA00082466 », notice no PA00082466 | 45° 12′ 49″ nord, 0° 42′ 47″ est    |       |
| Église Saint-Martial-Laborie                                                  | Cherveix-Cubas                        | Dordogne             | Nouvelle-Aquitaine         | inscrit    | « PA00082489 », notice no PA00082489 | 45° 16′ 52″ nord, 1° 06′ 23″ est    |       |
| Église Saint-Antoine                                                          | Coubjours                             | Dordogne             | Nouvelle-Aquitaine         | inscrit    | « PA00082500 », notice no PA00082500 | 45° 14′ 50″ nord, 1° 15′ 26″ est    |       |
| Église Saint-Marcel de Sireuil                                                | Les Eyzies-de-Tayac-Sireuil           | Dordogne             | Nouvelle-Aquitaine         | classé     | « PA00082537 », notice no PA00082537 | 44° 56′ 24″ nord, 1° 04′ 28″ est    |       |
| Grotte de la Calèvie                                                          | Les Eyzies-de-Tayac-Sireuil           | Dordogne             | Nouvelle-Aquitaine         | inscrit    | « PA00082553 », notice no PA00082553 | 44° 56′ 01″ nord, 1° 03′ 58″ est    |       |
| Église Saint-Pierre-ès-Liens de Gaumier                                       | Florimont-Gaumier                     | Dordogne             | Nouvelle-Aquitaine         | inscrit    | « PA00082561 », notice no PA00082561 | 44° 43′ 35″ nord, 1° 15′ 48″ est    |       |
| Château de Javerlhac                                                          | Javerlhac-et-la-Chapelle-Saint-Robert | Dordogne             | Nouvelle-Aquitaine         | inscrit    | « PA00082586 », notice no PA00082586 | 45° 34′ 07″ nord, 0° 33′ 34″ est    |       |
| Église Notre-Dame de l'Assomption                                             | Lamonzie-Montastruc                   | Dordogne             | Nouvelle-Aquitaine         | inscrit    | « PA00082602 », notice no PA00082602 | 44° 53′ 45″ nord, 0° 35′ 36″ est    |       |
| Château de Peyraux                                                            | Le Lardin-Saint-Lazare                | Dordogne             | Nouvelle-Aquitaine         | inscrit    | « PA00082608 », notice no PA00082608 | 45° 08′ 11″ nord, 1° 13′ 45″ est    |       |
| Manoir de Roucaudou                                                           | Manaurie                              | Dordogne             | Nouvelle-Aquitaine         | inscrit    | « PA00082626 », notice no PA00082626 | 44° 57′ 37″ nord, 0° 59′ 55″ est    |       |
| Église Saint-Loup                                                             | Marsalès                              | Dordogne             | Nouvelle-Aquitaine         | inscrit    | « PA00082637 », notice no PA00082637 | 44° 41′ 52″ nord, 0° 53′ 02″ est    |       |
| Maison                                                                        | Milhac-de-Nontron                     | Dordogne             | Nouvelle-Aquitaine         | inscrit    | « PA00082646 », notice no PA00082646 | 45° 28′ 22″ nord, 0° 46′ 53″ est    |       |
| Chapelle Saint-Mayme de Pomport                                               | Pomport                               | Dordogne             | Nouvelle-Aquitaine         | inscrit    | « PA00082768 », notice no PA00082768 | 44° 48′ 16″ nord, 0° 25′ 45″ est    |       |
| Église Saint-Martin d'Argentine                                               | La Rochebeaucourt-et-Argentine        | Dordogne             | Nouvelle-Aquitaine         | classé     | « PA00082784 », notice no PA00082784 | 45° 28′ 21″ nord, 0° 22′ 36″ est    |       |
| Ancien presbytère de Saint-Front-de-Pradoux                                   | Saint-Front-de-Pradoux                | Dordogne             | Nouvelle-Aquitaine         | inscrit    | « PA00082831 », notice no PA00082831 | 45° 03′ 12″ nord, 0° 21′ 50″ est    |       |
| Église Saint-Cyr                                                              | Saint-Geyrac                          | Dordogne             | Nouvelle-Aquitaine         | inscrit    | « PA00082841 », notice no PA00082841 | 45° 05′ 20″ nord, 0° 54′ 55″ est    |       |
| Château de Saint-Maurice                                                      | Saint-Laurent-des-Bâtons              | Dordogne             | Nouvelle-Aquitaine         | inscrit    | « PA00082853 », notice no PA00082853 | 44° 57′ 25″ nord, 0° 41′ 25″ est    |       |
| Église Saint-Marcory                                                          | Saint-Marcory                         | Dordogne             | Nouvelle-Aquitaine         | inscrit    | « PA00082865 », notice no PA00082865 | 44° 43′ 26″ nord, 0° 55′ 54″ est    |       |
| Église Saint-Médard                                                           | Saint-Méard-de-Gurçon                 | Dordogne             | Nouvelle-Aquitaine         | inscrit    | « PA00082873 », notice no PA00082873 | 44° 54′ 31″ nord, 0° 10′ 56″ est    |       |
| Église Saint-Romain                                                           | Saint-Romain-de-Monpazier             | Dordogne             | Nouvelle-Aquitaine         | inscrit    | « PA00082899 », notice no PA00082899 | 44° 43′ 06″ nord, 0° 52′ 13″ est    |       |
| Église Saint-Césaire                                                          | Saint-Sulpice-d'Excideuil             | Dordogne             | Nouvelle-Aquitaine         | inscrit    | « PA00082903 », notice no PA00082903 | 45° 23′ 21″ nord, 1° 00′ 25″ est    |       |
| Église Sainte-Foy d'Agen                                                      | Sainte-Foy-de-Belvès                  | Dordogne             | Nouvelle-Aquitaine         | inscrit    | « PA00082829 », notice no PA00082829 | 44° 44′ 02″ nord, 1° 02′ 15″ est    |       |
| Église Saint-Pantaléon                                                        | Brantôme en Périgord                  | Dordogne             | Nouvelle-Aquitaine         | inscrit    | « PA00083045 », notice no PA00083045 | 45° 20′ 00″ nord, 0° 37′ 05″ est    |       |
| Église Saint-Laurent                                                          | Valojoulx                             | Dordogne             | Nouvelle-Aquitaine         | inscrit    | « PA00083047 », notice no PA00083047 | 45° 01′ 08″ nord, 1° 08′ 35″ est    |       |
| Château de la Raye                                                            | Vélines                               | Dordogne             | Nouvelle-Aquitaine         | inscrit    | « PA00083051 », notice no PA00083051 | 44° 51′ 39″ nord, 0° 07′ 32″ est    |       |
| Église Saint-Urbain                                                           | Vézac                                 | Dordogne             | Nouvelle-Aquitaine         | inscrit    | « PA00083059 », notice no PA00083059 | 44° 50′ 07″ nord, 1° 09′ 55″ est    |       |
| Château de Roche-sur-Loue                                                     | Arc-et-Senans                         | Doubs                | Bourgogne-Franche-Comté    | inscrit    | « PA00101439 », notice no PA00101439 | 47° 02′ 32″ nord, 5° 47′ 47″ est    |       |
| Dolmen de Santoche                                                            | Santoche                              | Doubs                | Bourgogne-Franche-Comté    | classé     | « PA00101727 », notice no PA00101727 | 47° 24′ 57″ nord, 6° 29′ 45″ est    |       |
| Pierre Droite                                                                 | Milly-la-Forêt                        | Essonne              | Île-de-France              | classé     | « PA00087961 », notice no PA00087961 | 48° 22′ 46″ nord, 2° 24′ 44″ est    |       |
| Château de Bandeville                                                         | Saint-Cyr-sous-Dourdan                | Essonne              | Île-de-France              | classé     | « PA00087999 », notice no PA00087999 | 48° 34′ 31″ nord, 2° 01′ 48″ est    |       |
| Église Notre-Dame-de-la-Dormition de Sainte-Geneviève-des-Bois                | Sainte-Geneviève-des-Bois             | Essonne              | Île-de-France              | inscrit    | « PA00088003 », notice no PA00088003 | 48° 37′ 55″ nord, 2° 20′ 37″ est    |       |
| Manoir Sainte-Geneviève-des-Brumes                                            | Bouchevilliers                        | Eure                 | Normandie                  | inscrit    | « PA00099352 », notice no PA00099352 | 49° 24′ 15″ nord, 1° 42′ 37″ est    |       |
| Château de Broglie                                                            | Broglie                               | Eure                 | Normandie                  | inscrit    | « PA00099363 », notice no PA00099363 | 49° 00′ 31″ nord, 0° 31′ 35″ est    |       |
| Manoir d'Heudreville-sur-Eure                                                 | Heudreville-sur-Eure                  | Eure                 | Normandie                  | inscrit    | « PA00099454 », notice no PA00099454 | 49° 08′ 15″ nord, 1° 11′ 31″ est    |       |
| Moulin de Mouflaines                                                          | Mouflaines                            | Eure                 | Normandie                  | inscrit    | « PA00099493 », notice no PA00099493 | 49° 15′ 20″ nord, 1° 33′ 42″ est    |       |
| Église Saint-Benoît de Saint-Benoît-des-Ombres                                | Saint-Benoît-des-Ombres               | Eure                 | Normandie                  | inscrit    | « PA00099544 », notice no PA00099544 | 49° 13′ 53″ nord, 0° 37′ 20″ est    |       |
| Manoir de Bois-Hébert                                                         | Verneusses                            | Eure                 | Normandie                  | classé     | « PA00099615 », notice no PA00099615 | 48° 54′ 21″ nord, 0° 24′ 45″ est    |       |
| Château de Bizy                                                               | Vernon                                | Eure                 | Normandie                  | classé     | « PA00099617 », notice no PA00099617 | 49° 05′ 01″ nord, 1° 27′ 57″ est    |       |
| Château de Maillebois                                                         | Maillebois                            | Eure-et-Loir         | Centre-Val de Loire        | inscrit    | « PA00097141 », notice no PA00097141 | 48° 37′ 54″ nord, 1° 09′ 02″ est    |       |
| Menhir Le But de Gargantua et dolmen du Berceau                               | Maintenon                             | Eure-et-Loir         | Centre-Val de Loire        | classé     | « PA00097147 », notice no PA00097147 | 48° 34′ 10″ nord, 1° 35′ 01″ est    |       |
| Menhir de Penglaouic                                                          | Loctudy                               | Finistère            | Bretagne                   | classé     | « PA00090099 », notice no PA00090099 | 47° 51′ 12″ nord, 4° 11′ 35″ ouest  |       |
| Menhir de Kergoulouet                                                         | Moëlan-sur-Mer                        | Finistère            | Bretagne                   | inscrit    | « PA00090118 », notice no PA00090118 | 47° 48′ 57″ nord, 3° 39′ 58″ ouest  |       |
| Maison dite de Marie Stuart                                                   | Roscoff                               | Finistère            | Bretagne                   | inscrit    | « PA00090404 », notice no PA00090404 | 48° 43′ 34″ nord, 3° 59′ 00″ ouest  |       |
| Rochers gravés du Reun                                                        | Treffiagat                            | Finistère            | Bretagne                   | inscrit    | « PA00090459 », notice no PA00090459 | 47° 47′ 46″ nord, 4° 14′ 40″ ouest  |       |
| Stèle protohistorique                                                         | Treffiagat                            | Finistère            | Bretagne                   | inscrit    | « PA00090460 », notice no PA00090460 | 47° 48′ 36″ nord, 4° 15′ 47″ ouest  |       |
| Dolmen de Goalichot                                                           | Le Trévoux                            | Finistère            | Bretagne                   | classé     | « PA00090480 », notice no PA00090480 | 47° 53′ 33″ nord, 3° 42′ 02″ ouest  |       |
| Menhir de Laniscar                                                            | Le Trévoux                            | Finistère            | Bretagne                   | classé     | « PA00090481 », notice no PA00090481 | 47° 52′ 44″ nord, 3° 38′ 59″ ouest  |       |
| Oppidum de Gaujac                                                             | Gaujac                                | Gard                 | Occitanie                  | inscrit    | « PA00103060 », notice no PA00103060 | 44° 04′ 40″ nord, 4° 33′ 34″ est    |       |
| Pont des Camisards                                                            | Mialet                                | Gard                 | Occitanie                  | classé     | « PA00103073 », notice no PA00103073 | 44° 06′ 42″ nord, 3° 56′ 19″ est    |       |
| Château de Theyrargues                                                        | Rivières                              | Gard                 | Occitanie                  | inscrit    | « PA00103180 », notice no PA00103180 | 44° 13′ 40″ nord, 4° 16′ 52″ est    |       |
| Chartreuse de Valbonne                                                        | Saint-Paulet-de-Caisson               | Gard                 | Occitanie                  | classé     | « PA00103228 », notice no PA00103228 | 44° 14′ 23″ nord, 4° 33′ 15″ est    |       |
| Chapelle Sainte-Agnès de Saint-Paulet-de-Caisson                              | Saint-Paulet-de-Caisson               | Gard                 | Occitanie                  | inscrit    | « PA00103227 », notice no PA00103227 | 44° 16′ 07″ nord, 4° 35′ 22″ est    |       |
| Oppidum de Sauve                                                              | Sauve                                 | Gard                 | Occitanie                  | classé     | « PA00103236 », notice no PA00103236 | 43° 57′ 47″ nord, 3° 56′ 01″ est    |       |
| Église Saint-Étienne                                                          | Uzès                                  | Gard                 | Occitanie                  | classé     | « PA00103254 », notice no PA00103254 | 44° 00′ 39″ nord, 4° 25′ 07″ est    |       |
| Église Saint-Luperc de Loissan                                                | Arblade-le-Haut                       | Gers                 | Occitanie                  | inscrit    | « PA00094698 », notice no PA00094698 | 43° 44′ 03″ nord, 0° 04′ 01″ ouest  |       |
| Tour de Bazian                                                                | Bazian                                | Gers                 | Occitanie                  | inscrit    | « PA00094732 », notice no PA00094732 | 43° 40′ 09″ nord, 0° 19′ 22″ est    |       |
| Église Saint-Michel de Lamaguère                                              | Lamaguère                             | Gers                 | Occitanie                  | inscrit    | « PA00094821 », notice no PA00094821 | 43° 29′ 34″ nord, 0° 40′ 12″ est    |       |
| Église de Luppé                                                               | Luppé-Violles                         | Gers                 | Occitanie                  | inscrit    | « PA00094848 », notice no PA00094848 | 43° 44′ 24″ nord, 0° 08′ 00″ ouest  |       |
| Église Saint-Pierre de Riscle                                                 | Riscle                                | Gers                 | Occitanie                  | classé     | « PA00094898 », notice no PA00094898 | 43° 39′ 29″ nord, 0° 05′ 09″ ouest  |       |
| Château de Latour                                                             | Samatan                               | Gers                 | Occitanie                  | classé     | « PA00094923 », notice no PA00094923 | 43° 29′ 35″ nord, 0° 57′ 15″ est    |       |
| Abbaye de Faize                                                               | Artigues-de-Lussac (Les)              | Gironde              | Nouvelle-Aquitaine         | inscrit    | « PA00083115 », notice no PA00083115 | 44° 58′ 07″ nord, 0° 07′ 39″ ouest  |       |
| Couvent des Annonciades                                                       | Bordeaux                              | Gironde              | Nouvelle-Aquitaine         | inscrit    | « PA00083165 », notice no PA00083165 | 44° 49′ 59″ nord, 0° 34′ 36″ ouest  |       |
| Immeuble                                                                      | Bordeaux                              | Gironde              | Nouvelle-Aquitaine         | inscrit    | « PA00083393 », notice no PA00083393 | 44° 50′ 40″ nord, 0° 34′ 39″ ouest  |       |
| Château du Pintey                                                             | Libourne                              | Gironde              | Nouvelle-Aquitaine         | inscrit    | « PA00083595 », notice no PA00083595 | 44° 56′ 01″ nord, 0° 14′ 34″ ouest  |       |
| Cimetière de Saint-Romain-la-Virvée                                           | Saint-Romain-la-Virvée                | Gironde              | Nouvelle-Aquitaine         | inscrit    | « PA00083801 », notice no PA00083801 | 44° 57′ 57″ nord, 0° 23′ 56″ ouest  |       |
| Abbaye Saint-Pierre de Vertheuil                                              | Vertheuil                             | Gironde              | Nouvelle-Aquitaine         | classé     | « PA00083859 », notice no PA00083859 | 45° 15′ 02″ nord, 0° 50′ 03″ ouest  |       |
| Roches ornées précolombiennes                                                 | Trois-Rivières                        | Guadeloupe           | Guadeloupe                 | classé     | « PA00105875 », notice no PA00105875 | 15° 58′ 12″ nord, 61° 38′ 29″ ouest |       |
| Koïfhus (ancienne douane)                                                     | Colmar                                | Haut-Rhin            | Grand Est                  | classé     | « PA00085366 », notice no PA00085366 | 48° 04′ 33″ nord, 7° 21′ 33″ est    |       |
| Couvent Saint-François                                                        | Oletta                                | Haute-Corse          | Corse                      | inscrit    | « PA00099222 », notice no PA00099222 | 42° 38′ 14″ nord, 9° 20′ 53″ est    |       |
| Église Saint-Germier                                                          | Eoux                                  | Haute-Garonne        | Occitanie                  | inscrit    | « PA00094327 », notice no PA00094327 |                                     |       |
| Église Saint-Sulpice                                                          | Saint-Sulpice-sur-Lèze                | Haute-Garonne        | Occitanie                  | classé     | « PA00094478 », notice no PA00094478 | 43° 19′ 41″ nord, 1° 19′ 13″ est    |       |
| Chapelle Notre-Dame-de-Nazareth de Toulouse                                   | Toulouse                              | Haute-Garonne        | Occitanie                  | inscrit    | « PA00094499 », notice no PA00094499 | 43° 35′ 46″ nord, 1° 26′ 46″ est    |       |
| Immeuble                                                                      | Toulouse                              | Haute-Garonne        | Occitanie                  | inscrit    | « PA00094584 », notice no PA00094584 | 43° 36′ 18″ nord, 1° 26′ 54″ est    |       |
| Immeuble                                                                      | Toulouse                              | Haute-Garonne        | Occitanie                  | inscrit    | « PA00094605 », notice no PA00094605 | 43° 36′ 18″ nord, 1° 26′ 49″ est    |       |
| Immeuble                                                                      | Toulouse                              | Haute-Garonne        | Occitanie                  | inscrit    | « PA00094608 », notice no PA00094608 | 43° 36′ 19″ nord, 1° 26′ 51″ est    |       |
| Immeuble                                                                      | Toulouse                              | Haute-Garonne        | Occitanie                  | inscrit    | « PA00094610 », notice no PA00094610 | 43° 36′ 18″ nord, 1° 26′ 53″ est    |       |
| Amphithéâtre romain de Purpan-Ancely                                          | Toulouse                              | Haute-Garonne        | Occitanie                  | classé     | « PA00094494 », notice no PA00094494 | 43° 36′ 54″ nord, 1° 23′ 51″ est    |       |
| Couvent des Minimes de Toulouse                                               | Toulouse                              | Haute-Garonne        | Occitanie                  | inscrit    | « PA00094520 », notice no PA00094520 | 43° 37′ 05″ nord, 1° 26′ 10″ est    |       |
| Immeuble                                                                      | Toulouse                              | Haute-Garonne        | Occitanie                  | inscrit    | « PA00094583 », notice no PA00094583 | 43° 36′ 18″ nord, 1° 26′ 54″ est    |       |
| Immeuble                                                                      | Toulouse                              | Haute-Garonne        | Occitanie                  | inscrit    | « PA00094585 », notice no PA00094585 | 43° 36′ 18″ nord, 1° 26′ 54″ est    |       |
| Immeuble                                                                      | Toulouse                              | Haute-Garonne        | Occitanie                  | inscrit    | « PA00094586 », notice no PA00094586 | 43° 36′ 20″ nord, 1° 26′ 53″ est    |       |
| Immeuble                                                                      | Toulouse                              | Haute-Garonne        | Occitanie                  | inscrit    | « PA00094589 », notice no PA00094589 | 43° 36′ 19″ nord, 1° 26′ 55″ est    |       |
| Immeuble                                                                      | Toulouse                              | Haute-Garonne        | Occitanie                  | inscrit    | « PA00094595 », notice no PA00094595 | 43° 36′ 17″ nord, 1° 26′ 53″ est    |       |
| Immeuble                                                                      | Toulouse                              | Haute-Garonne        | Occitanie                  | inscrit    | « PA00094596 », notice no PA00094596 | 43° 36′ 16″ nord, 1° 26′ 53″ est    |       |
| Immeuble                                                                      | Toulouse                              | Haute-Garonne        | Occitanie                  | inscrit    | « PA00094598 », notice no PA00094598 | 43° 36′ 16″ nord, 1° 26′ 51″ est    |       |
| Immeuble                                                                      | Toulouse                              | Haute-Garonne        | Occitanie                  | inscrit    | « PA00094599 », notice no PA00094599 | 43° 36′ 15″ nord, 1° 26′ 50″ est    |       |
| Immeuble                                                                      | Toulouse                              | Haute-Garonne        | Occitanie                  | inscrit    | « PA00094601 », notice no PA00094601 | 43° 36′ 16″ nord, 1° 26′ 49″ est    |       |
| Immeuble                                                                      | Toulouse                              | Haute-Garonne        | Occitanie                  | inscrit    | « PA00094604 », notice no PA00094604 | 43° 36′ 18″ nord, 1° 26′ 49″ est    |       |
| Immeuble                                                                      | Toulouse                              | Haute-Garonne        | Occitanie                  | inscrit    | « PA00094606 », notice no PA00094606 | 43° 36′ 18″ nord, 1° 26′ 49″ est    |       |
| Immeuble                                                                      | Toulouse                              | Haute-Garonne        | Occitanie                  | inscrit    | « PA00094609 », notice no PA00094609 | 43° 36′ 19″ nord, 1° 26′ 51″ est    |       |
| Immeuble                                                                      | Toulouse                              | Haute-Garonne        | Occitanie                  | inscrit    | « PA00094582 », notice no PA00094582 | 43° 36′ 18″ nord, 1° 26′ 53″ est    |       |
| Immeuble                                                                      | Toulouse                              | Haute-Garonne        | Occitanie                  | inscrit    | « PA00094590 », notice no PA00094590 | 43° 36′ 19″ nord, 1° 26′ 56″ est    |       |
| Immeuble                                                                      | Toulouse                              | Haute-Garonne        | Occitanie                  | inscrit    | « PA00094597 », notice no PA00094597 | 43° 36′ 16″ nord, 1° 26′ 52″ est    |       |
| Église Saint-Exupère                                                          | Toulouse                              | Haute-Garonne        | Occitanie                  | classé     | « PA00094511 », notice no PA00094511 | 43° 35′ 38″ nord, 1° 26′ 57″ est    |       |
| Immeuble                                                                      | Toulouse                              | Haute-Garonne        | Occitanie                  | inscrit    | « PA00094587 », notice no PA00094587 | 43° 36′ 19″ nord, 1° 26′ 55″ est    |       |
| Immeuble                                                                      | Toulouse                              | Haute-Garonne        | Occitanie                  | inscrit    | « PA00094602 », notice no PA00094602 | 43° 36′ 17″ nord, 1° 26′ 48″ est    |       |
| Immeuble                                                                      | Toulouse                              | Haute-Garonne        | Occitanie                  | inscrit    | « PA00094607 », notice no PA00094607 | 43° 36′ 19″ nord, 1° 26′ 50″ est    |       |
| Place Wilson                                                                  | Toulouse                              | Haute-Garonne        | Occitanie                  | inscrit    | « PA00094626 », notice no PA00094626 | 43° 36′ 18″ nord, 1° 26′ 51″ est    |       |
| Immeuble                                                                      | Toulouse                              | Haute-Garonne        | Occitanie                  | inscrit    | « PA00094588 », notice no PA00094588 | 43° 36′ 20″ nord, 1° 26′ 53″ est    |       |
| Immeuble                                                                      | Toulouse                              | Haute-Garonne        | Occitanie                  | inscrit    | « PA00094600 », notice no PA00094600 | 43° 36′ 15″ nord, 1° 26′ 49″ est    |       |
| Immeuble                                                                      | Toulouse                              | Haute-Garonne        | Occitanie                  | inscrit    | « PA00094603 », notice no PA00094603 | 43° 36′ 17″ nord, 1° 26′ 48″ est    |       |
| Hospice de Villemur-sur-Tarn                                                  | Villemur-sur-Tarn                     | Haute-Garonne        | Occitanie                  | inscrit    | « PA00094661 », notice no PA00094661 | 43° 51′ 55″ nord, 1° 30′ 22″ est    |       |
| Château de la Clauze                                                          | Grèzes                                | Haute-Loire          | Auvergne-Rhône-Alpes       | classé     | « PA00092674 », notice no PA00092674 | 44° 54′ 36″ nord, 3° 30′ 22″ est    |       |
| Chapelle Saint-Jacques de Rochegude                                           | Saint-Privat-d'Allier                 | Haute-Loire          | Auvergne-Rhône-Alpes       | inscrit    | « PA00092876 », notice no PA00092876 | 44° 59′ 08″ nord, 3° 38′ 50″ est    |       |
| Chapelle de la Trinité de Châteauvillain                                      | Châteauvillain                        | Haute-Marne          | Grand Est                  | inscrit    | « PA00079001 », notice no PA00079001 | 48° 02′ 12″ nord, 4° 54′ 47″ est    |       |
| Église Saint-Martin de Gigny                                                  | Saint-Dizier                          | Haute-Marne          | Grand Est                  | inscrit    | « PA00079224 », notice no PA00079224 | 48° 38′ 12″ nord, 4° 57′ 21″ est    |       |
| Grand séminaire                                                               | Annecy                                | Haute-Savoie         | Auvergne-Rhône-Alpes       | inscrit    | « PA00118360 », notice no PA00118360 | 45° 53′ 42″ nord, 6° 07′ 43″ est    |       |
| Château d'Avully                                                              | Brenthonne                            | Haute-Savoie         | Auvergne-Rhône-Alpes       | inscrit    | « PA00118367 », notice no PA00118367 | 46° 16′ 18″ nord, 6° 24′ 04″ est    |       |
| Maison Blain                                                                  | Doussard                              | Haute-Savoie         | Auvergne-Rhône-Alpes       | inscrit    | « PA00118388 », notice no PA00118388 | 45° 47′ 15″ nord, 6° 14′ 01″ est    |       |
| Pont sur l'Eau Morte                                                          | Doussard                              | Haute-Savoie         | Auvergne-Rhône-Alpes       | inscrit    | « PA00118389 », notice no PA00118389 | 45° 47′ 13″ nord, 6° 13′ 56″ est    |       |
| Église d'Évian-les-Bains                                                      | Évian-les-Bains                       | Haute-Savoie         | Auvergne-Rhône-Alpes       | inscrit    | « PA00118394 », notice no PA00118394 | 46° 24′ 05″ nord, 6° 35′ 16″ est    |       |
| Église de l'Assomption-de-la-Très-Sainte-Vierge de Bussière-Boffy             | Bussière-Boffy                        | Haute-Vienne         | Nouvelle-Aquitaine         | inscrit    | « PA00100261 », notice no PA00100261 | 46° 03′ 03″ nord, 0° 51′ 13″ est    |       |
| Maison Lacaux                                                                 | Limoges                               | Haute-Vienne         | Nouvelle-Aquitaine         | inscrit    | « PA00100373 », notice no PA00100373 | 45° 49′ 49″ nord, 1° 15′ 30″ est    |       |
| Église Saint-Amand de Saint-Amand-le-Petit                                    | Saint-Amand-le-Petit                  | Haute-Vienne         | Nouvelle-Aquitaine         | inscrit    | « PA00100433 », notice no PA00100433 | 46° 10′ 26″ nord, 1° 21′ 16″ est    |       |
| Église Saint-Martin de Saint-Martin-de-Jussac                                 | Saint-Martin-de-Jussac                | Haute-Vienne         | Nouvelle-Aquitaine         | inscrit    | « PA00100479 », notice no PA00100479 | 45° 52′ 39″ nord, 0° 56′ 27″ est    |       |
| Folie du marquis de Castries                                                  | Antony                                | Hauts-de-Seine       | Île-de-France              | inscrit    | « PA00088058 », notice no PA00088058 | 48° 44′ 53″ nord, 2° 17′ 37″ est    |       |
| Propriété de François Molé                                                    | Antony                                | Hauts-de-Seine       | Île-de-France              | inscrit    | « PA00088061 », notice no PA00088061 | 48° 44′ 58″ nord, 2° 17′ 37″ est    |       |
| Pavillon Colbert                                                              | Châtenay-Malabry                      | Hauts-de-Seine       | Île-de-France              | inscrit    | « PA00088089 », notice no PA00088089 | 48° 46′ 14″ nord, 2° 16′ 53″ est    |       |
| Domaine de Bellevue : château                                                 | Meudon                                | Hauts-de-Seine       | Île-de-France              | inscrit    | « PA00088116 », notice no PA00088116 | 48° 49′ 19″ nord, 2° 13′ 40″ est    |       |
| Caserne Guynemer                                                              | Rueil-Malmaison                       | Hauts-de-Seine       | Île-de-France              | classé     | « PA00088135 », notice no PA00088135 | 48° 52′ 50″ nord, 2° 11′ 10″ est    |       |
| Hôtel Montespan                                                               | Sèvres                                | Hauts-de-Seine       | Île-de-France              | inscrit    | « PA00088151 », notice no PA00088151 | 48° 49′ 17″ nord, 2° 12′ 10″ est    |       |
| Villa Hefferlin                                                               | Ville-d'Avray                         | Hauts-de-Seine       | Île-de-France              | inscrit    | « PA00088165 », notice no PA00088165 | 48° 49′ 45″ nord, 2° 10′ 55″ est    |       |
| Château de la Devèze (Vérargues)                                              | Vérargues                             | Hérault              | Occitanie                  | inscrit    | « PA00103747 », notice no PA00103747 | 43° 42′ 17″ nord, 4° 06′ 01″ est    |       |
| Oppidum d'Ambrussum                                                           | Villetelle                            | Hérault              | Occitanie                  | classé     | « PA00103760 », notice no PA00103760 | 43° 42′ 56″ nord, 4° 09′ 00″ est    |       |
| Église Saint-Martin-de-Tours                                                  | Amanlis                               | Ille-et-Vilaine      | Bretagne                   | inscrit    | « PA00090494 », notice no PA00090494 | 48° 00′ 25″ nord, 1° 28′ 29″ ouest  |       |
| Moulin de Pomméniac                                                           | Bain-de-Bretagne                      | Ille-et-Vilaine      | Bretagne                   | inscrit    | « PA00090500 », notice no PA00090500 | 47° 48′ 03″ nord, 1° 42′ 20″ ouest  |       |
| Moulin de Tru                                                                 | La Chapelle-de-Brain                  | Ille-et-Vilaine      | Bretagne                   | inscrit    | « PA00090520 », notice no PA00090520 | 47° 41′ 56″ nord, 1° 57′ 00″ ouest  |       |
| Église Saint-Martin                                                           | Moulins                               | Ille-et-Vilaine      | Bretagne                   | inscrit    | « PA00090640 », notice no PA00090640 | 48° 00′ 12″ nord, 1° 22′ 20″ ouest  |       |
| Église Saint-Crépin                                                           | Rannée                                | Ille-et-Vilaine      | Bretagne                   | inscrit    | « PA00090663 », notice no PA00090663 | 47° 55′ 24″ nord, 1° 14′ 28″ ouest  |       |
| Moulin des Buttes Saint-Julien                                                | Renac                                 | Ille-et-Vilaine      | Bretagne                   | inscrit    | « PA00090670 », notice no PA00090670 | 47° 43′ 00″ nord, 1° 58′ 46″ ouest  |       |
| Château d'Éguzon-Chantôme                                                     | Éguzon-Chantôme                       | Indre                | Centre-Val de Loire        | inscrit    | « PA00097345 », notice no PA00097345 | 46° 26′ 32″ nord, 1° 34′ 54″ est    |       |
| Château de la Moustière                                                       | Vicq-sur-Nahon                        | Indre                | Centre-Val de Loire        | inscrit    | « PA00097483 », notice no PA00097483 | 47° 06′ 00″ nord, 1° 30′ 11″ est    |       |
| Moulin Bleu                                                                   | Bourgueil                             | Indre-et-Loire       | Centre-Val de Loire        | inscrit    | « PA00097597 », notice no PA00097597 | 47° 18′ 00″ nord, 0° 09′ 50″ est    |       |
| Manoir de Beauvais                                                            | Ligré                                 | Indre-et-Loire       | Centre-Val de Loire        | inscrit    | « PA00097810 », notice no PA00097810 | 47° 07′ 21″ nord, 0° 17′ 12″ est    |       |
| Château de Montreuil-en-Touraine                                              | Montreuil-en-Touraine                 | Indre-et-Loire       | Centre-Val de Loire        | inscrit    | « PA00097881 », notice no PA00097881 | 47° 29′ 11″ nord, 0° 56′ 56″ est    |       |
| Château de Noizay                                                             | Noizay                                | Indre-et-Loire       | Centre-Val de Loire        | inscrit    | « PA00097894 », notice no PA00097894 | 47° 25′ 21″ nord, 0° 53′ 31″ est    |       |
| Chapelle Saint-Mamert des Côtes-d'Arey                                        | Les Côtes-d'Arey                      | Isère                | Auvergne-Rhône-Alpes       | inscrit    | « PA00117149 », notice no PA00117149 | 45° 26′ 47″ nord, 4° 52′ 30″ est    |       |
| Église Saint-Louis                                                            | Grenoble                              | Isère                | Auvergne-Rhône-Alpes       | inscrit    | « PA00117183 », notice no PA00117183 | 45° 11′ 23″ nord, 5° 43′ 33″ est    |       |
| Manoir de la Colombinière                                                     | Saint-Jean-de-Moirans                 | Isère                | Auvergne-Rhône-Alpes       | inscrit    | « PA00117257 », notice no PA00117257 | 45° 20′ 15″ nord, 5° 34′ 26″ est    |       |
| Abbaye Notre-Dame-de-Chalais                                                  | Voreppe                               | Isère                | Auvergne-Rhône-Alpes       | inscrit    | « PA00117359 », notice no PA00117359 | 45° 17′ 34″ nord, 5° 40′ 33″ est    |       |
| Église de l'Assomption-de-la-Mère-de-Dieu de Rahon                            | Rahon                                 | Jura                 | Bourgogne-Franche-Comté    | inscrit    | « PA00102006 », notice no PA00102006 | 46° 59′ 15″ nord, 5° 27′ 43″ est    |       |
| Moulin de Maves                                                               | Maves                                 | Loir-et-Cher         | Centre-Val de Loire        | inscrit    | « PA00098472 », notice no PA00098472 | 47° 44′ 17″ nord, 1° 22′ 13″ est    |       |
| Oratoire de Courtiras                                                         | Vendôme                               | Loir-et-Cher         | Centre-Val de Loire        | inscrit    | « PA00098637 », notice no PA00098637 | 47° 48′ 13″ nord, 1° 02′ 59″ est    |       |
| Château de Retail                                                             | Legé                                  | Loire-Atlantique     | Pays de la Loire           | inscrit    | « PA00108634 », notice no PA00108634 | 46° 52′ 18″ nord, 1° 34′ 03″ ouest  |       |
| Château de la Noë Bel-Air                                                     | Vallet                                | Loire-Atlantique     | Pays de la Loire           | classé     | « PA00108838 », notice no PA00108838 | 47° 10′ 42″ nord, 1° 17′ 16″ ouest  |       |
| Moulin à vent des Muets                                                       | Artenay                               | Loiret               | Centre-Val de Loire        | inscrit    | « PA00098675 », notice no PA00098675 | 48° 04′ 58″ nord, 1° 52′ 25″ est    |       |
| Manoir de la Taille                                                           | Bondaroy                              | Loiret               | Centre-Val de Loire        | inscrit    | « PA00098716 », notice no PA00098716 | 48° 10′ 36″ nord, 2° 16′ 44″ est    |       |
| Château de la Prêche                                                          | Chécy                                 | Loiret               | Centre-Val de Loire        | inscrit    | « PA00098748 », notice no PA00098748 | 47° 54′ 17″ nord, 1° 59′ 34″ est    |       |
| Église Saint-Martin de Juranville                                             | Juranville                            | Loiret               | Centre-Val de Loire        | inscrit    | « PA00098800 », notice no PA00098800 | 48° 03′ 15″ nord, 2° 29′ 43″ est    |       |
| Château de Cousserans                                                         | Bélaye                                | Lot                  | Occitanie                  | inscrit    | « PA00094982 », notice no PA00094982 | 44° 26′ 50″ nord, 1° 12′ 36″ est    |       |
| Maison aux pigeonniers                                                        | Gigouzac                              | Lot                  | Occitanie                  | inscrit    | « PA00095096 », notice no PA00095096 | 44° 35′ 03″ nord, 1° 26′ 01″ est    |       |
| Maison des Consuls                                                            | Luzech                                | Lot                  | Occitanie                  | inscrit    | « PA00095153 », notice no PA00095153 | 44° 28′ 44″ nord, 1° 17′ 11″ est    |       |
| Hôpital de l'Hospitalet                                                       | Rocamadour                            | Lot                  | Occitanie                  | inscrit    | « PA00095201 », notice no PA00095201 | 44° 48′ 16″ nord, 1° 37′ 33″ est    |       |
| Église Saint-Martin de Séniergues                                             | Séniergues                            | Lot                  | Occitanie                  | classé     | « PA00095259 », notice no PA00095259 | 44° 41′ 58″ nord, 1° 32′ 46″ est    |       |
| Château de Couanac                                                            | Varaire                               | Lot                  | Occitanie                  | inscrit    | « PA00095278 », notice no PA00095278 | 44° 22′ 34″ nord, 1° 42′ 01″ est    |       |
| Immeuble                                                                      | Le Malzieu-Ville                      | Lozère               | Occitanie                  | inscrit    | « PA00103842 », notice no PA00103842 | 44° 51′ 22″ nord, 3° 19′ 53″ est    |       |
| Logis Sainte-Barbe                                                            | Chenillé-Champteussé                  | Maine-et-Loire       | Pays de la Loire           | inscrit    | « PA00109012 », notice no PA00109012 | 47° 40′ 02″ nord, 0° 39′ 11″ ouest  |       |
| Église Notre-Dame                                                             | Cheffes                               | Maine-et-Loire       | Pays de la Loire           | classé     | « PA00109039 », notice no PA00109039 | 47° 37′ 15″ nord, 0° 30′ 25″ ouest  |       |
| Manoir de la Cour Condé                                                       | Gennes-Val-de-Loire                   | Maine-et-Loire       | Pays de la Loire           | classé     | « PA00109383 », notice no PA00109383 | 47° 19′ 17″ nord, 0° 11′ 11″ ouest  |       |
| Église Saint-Pierre-Saint-Paul de Chigné                                      | Noyant-Villages                       | Maine-et-Loire       | Pays de la Loire           | classé     | « PA00109050 », notice no PA00109050 | 47° 34′ 59″ nord, 0° 05′ 13″ est    |       |
| Château de la Roche-Jacquelin                                                 | Morannes sur Sarthe-Daumeray          | Maine-et-Loire       | Pays de la Loire           | inscrit    | « PA00109072 », notice no PA00109072 | 47° 40′ 16″ nord, 0° 21′ 04″ ouest  |       |
| Manoir d'Auvers                                                               | Durtal                                | Maine-et-Loire       | Pays de la Loire           | inscrit    | « PA00109092 », notice no PA00109092 | 47° 40′ 16″ nord, 0° 14′ 50″ ouest  |       |
| Logis Le Grand Boust                                                          | Longué-Jumelles                       | Maine-et-Loire       | Pays de la Loire           | inscrit    | « PA00109155 », notice no PA00109155 | 47° 24′ 04″ nord, 0° 06′ 44″ ouest  |       |
| Église Saint-Pierre de Meigné                                                 | Doué-en-Anjou                         | Maine-et-Loire       | Pays de la Loire           | inscrit    | « PA00109180 », notice no PA00109180 | 47° 13′ 55″ nord, 0° 12′ 35″ ouest  |       |
| Prieuré des Nobis                                                             | Montreuil-Bellay                      | Maine-et-Loire       | Pays de la Loire           | classé     | « PA00109208 », notice no PA00109208 | 47° 07′ 58″ nord, 0° 09′ 26″ ouest  |       |
| Abbaye de Saint-Florent-le-Vieil                                              | Mauges-sur-Loire                      | Maine-et-Loire       | Pays de la Loire           | classé     | « PA00109258 », notice no PA00109258 | 47° 21′ 47″ nord, 1° 01′ 04″ ouest  |       |
| Église Saint-Rémy de Saint-Rémy-la-Varenne                                    | Brissac Loire Aubance                 | Maine-et-Loire       | Pays de la Loire           | classé     | « PA00109290 », notice no PA00109290 | 47° 23′ 52″ nord, 0° 18′ 57″ ouest  |       |
| Croix Bourdon                                                                 | Saumur                                | Maine-et-Loire       | Pays de la Loire           | inscrit    | « PA00109312 », notice no PA00109312 | 47° 16′ 15″ nord, 0° 04′ 13″ ouest  |       |
| Manoir des Lauriers                                                           | Savennières                           | Maine-et-Loire       | Pays de la Loire           | inscrit    | « PA00109349 », notice no PA00109349 | 47° 22′ 58″ nord, 0° 39′ 36″ ouest  |       |
| Château de Somloire                                                           | Somloire                              | Maine-et-Loire       | Pays de la Loire           | inscrit    | « PA00109360 », notice no PA00109360 | 47° 02′ 03″ nord, 0° 36′ 25″ ouest  |       |
| Château de la Rousselière                                                     | Soulaire-et-Bourg                     | Maine-et-Loire       | Pays de la Loire           | inscrit    | « PA00109365 », notice no PA00109365 | 47° 35′ 25″ nord, 0° 31′ 40″ ouest  |       |
| Ferme du château de Sainte-Marie                                              | Agneaux                               | Manche               | Normandie                  | inscrit    | « PA00110316 », notice no PA00110316 | 49° 07′ 13″ nord, 1° 07′ 13″ ouest  |       |
| Manoir du Jardin                                                              | Saint-Hilaire-du-Harcouët             | Manche               | Normandie                  | inscrit    | « PA00110575 », notice no PA00110575 | 48° 34′ 09″ nord, 1° 06′ 11″ ouest  |       |
| Chapelle de la Madeleine                                                      | Saint-Lô                              | Manche               | Normandie                  | inscrit    | « PA00110583 », notice no PA00110583 | 49° 07′ 02″ nord, 1° 03′ 40″ ouest  |       |
| Château                                                                       | Saint-Pois                            | Manche               | Normandie                  | inscrit    | « PA00110599 », notice no PA00110599 | 48° 45′ 08″ nord, 1° 03′ 24″ ouest  |       |
| Tumulus de la Butte                                                           | Vierville                             | Manche               | Normandie                  | classé     | « PA00110641 », notice no PA00110641 | 49° 21′ 28″ nord, 1° 14′ 59″ ouest  |       |
| Immeuble                                                                      | Châlons-en-Champagne                  | Marne                | Grand Est                  | inscrit    | « PA00078628 », notice no PA00078628 | 48° 57′ 31″ nord, 4° 21′ 49″ est    |       |
| Château de Thuré                                                              | La Bazouge-des-Alleux                 | Mayenne              | Pays de la Loire           | inscrit    | « PA00109464 », notice no PA00109464 | 48° 11′ 26″ nord, 0° 35′ 18″ ouest  |       |
| Église Notre-Dame-de-l'Assomption de Livré-la-Touche                          | Livré-la-Touche                       | Mayenne              | Pays de la Loire           | inscrit    | « PA00109553 », notice no PA00109553 | 47° 52′ 52″ nord, 0° 58′ 53″ ouest  |       |
| Abbaye de la Roë                                                              | La Roë                                | Mayenne              | Pays de la Loire           | inscrit    | « PA00109581 », notice no PA00109581 | 47° 53′ 45″ nord, 1° 06′ 37″ ouest  |       |
| Château de Foulletorte                                                        | Saint-Georges-sur-Erve                | Mayenne              | Pays de la Loire           | classé     | « PA00109598 », notice no PA00109598 | 48° 10′ 31″ nord, 0° 16′ 21″ ouest  |       |
| Haut-fourneau de Cons-la-Grandville                                           | Cons-la-Grandville                    | Meurthe-et-Moselle   | Grand Est                  | classé     | « PA00106017 », notice no PA00106017 | 49° 29′ 16″ nord, 5° 41′ 51″ est    |       |
| Château de Montbras                                                           | Montbras                              | Meuse                | Grand Est                  | classé     | « PA00106586 », notice no PA00106586 | 48° 31′ 40″ nord, 5° 41′ 41″ est    |       |
| Crypte Saint-Maur                                                             | Verdun                                | Meuse                | Grand Est                  | inscrit    | « PA00106664 », notice no PA00106664 | 49° 09′ 45″ nord, 5° 22′ 41″ est    |       |
| Manoir de Kérat                                                               | Arradon                               | Morbihan             | Bretagne                   | inscrit    | « PA00090982 », notice no PA00090982 | 47° 37′ 08″ nord, 2° 49′ 25″ ouest  |       |
| Chapelle Saint-Claude                                                         | Inguiniel                             | Morbihan             | Bretagne                   | inscrit    | « PA00091308 », notice no PA00091308 | 47° 56′ 32″ nord, 3° 13′ 45″ ouest  |       |
| Chapelle Neuve                                                                | Langonnet                             | Morbihan             | Bretagne                   | inscrit    | « PA00091335 », notice no PA00091335 | 48° 06′ 05″ nord, 3° 30′ 59″ ouest  |       |
| Chapelle de Kerlenat                                                          | Locmalo                               | Morbihan             | Bretagne                   | inscrit    | « PA00091374 », notice no PA00091374 | 48° 02′ 00″ nord, 3° 10′ 36″ ouest  |       |
| Tour de l'Horloge                                                             | Nevers                                | Nièvre               | Bourgogne-Franche-Comté    | inscrit    | « PA00112951 », notice no PA00112951 | 46° 59′ 23″ nord, 3° 09′ 45″ est    |       |
| Château de Vesvres                                                            | Rouy                                  | Nièvre               | Bourgogne-Franche-Comté    | inscrit    | « PA00112995 », notice no PA00112995 | 47° 01′ 07″ nord, 3° 31′ 15″ est    |       |
| Église Saint-Symphorien de Chaluzy                                            | Saint-Éloi                            | Nièvre               | Bourgogne-Franche-Comté    | classé     | « PA00113002 », notice no PA00113002 | 46° 59′ 52″ nord, 3° 11′ 56″ est    |       |
| Prieuré de Montempuis                                                         | Saint-Parize-en-Viry                  | Nièvre               | Bourgogne-Franche-Comté    | inscrit    | « PA00113007 », notice no PA00113007 | 46° 45′ 08″ nord, 3° 21′ 30″ est    |       |
| Château des Granges                                                           | Suilly-la-Tour                        | Nièvre               | Bourgogne-Franche-Comté    | classé     | « PA00113027 », notice no PA00113027 | 47° 20′ 27″ nord, 3° 03′ 09″ est    |       |
| Ancienne collégiale Saint-Pierre                                              | Douai                                 | Nord                 | Hauts-de-France            | classé     | « PA00107449 », notice no PA00107449 | 50° 22′ 12″ nord, 3° 04′ 54″ est    |       |
| Ancien Couvent des Madelonnettes                                              | Lille                                 | Nord                 | Hauts-de-France            | inscrit    | « PA00107575 », notice no PA00107575 | 50° 38′ 19″ nord, 3° 03′ 23″ est    |       |
| Ancienne abbaye                                                               | Marchiennes                           | Nord                 | Hauts-de-France            | inscrit    | « PA00107736 », notice no PA00107736 | 50° 24′ 29″ nord, 3° 16′ 52″ est    |       |
| Hôpital psychiatrique                                                         | Alençon                               | Orne                 | Normandie                  | inscrit    | « PA00110694 », notice no PA00110694 | 48° 25′ 57″ nord, 0° 04′ 44″ est    |       |
| Manoir du Grand-Saint-Quentin                                                 | Berd'huis                             | Orne                 | Normandie                  | inscrit    | « PA00110745 », notice no PA00110745 | 48° 21′ 56″ nord, 0° 43′ 13″ est    |       |
| Manoir de la Grande Pierre                                                    | Ceaucé                                | Orne                 | Normandie                  | inscrit    | « PA00110759 », notice no PA00110759 | 48° 28′ 01″ nord, 0° 39′ 22″ ouest  |       |
| Abbaye de Belle-Étoile                                                        | Cerisy-Belle-Étoile                   | Orne                 | Normandie                  | inscrit    | « PA00110762 », notice no PA00110762 | 48° 46′ 38″ nord, 0° 37′ 20″ ouest  |       |
| Église Saint-Pierre-ès-Liens                                                  | Ceton                                 | Orne                 | Normandie                  | classé     | « PA00110763 », notice no PA00110763 | 48° 13′ 30″ nord, 0° 44′ 50″ est    |       |
| Château de la Roche                                                           | La Cochère                            | Orne                 | Normandie                  | inscrit    | « PA00110777 », notice no PA00110777 | 48° 43′ 09″ nord, 0° 10′ 29″ est    |       |
| Manoir de la Vove                                                             | Corbon                                | Orne                 | Normandie                  | classé     | « PA00110782 », notice no PA00110782 | 48° 27′ 16″ nord, 0° 39′ 12″ est    |       |
| Château du Boële                                                              | Glos-la-Ferrière                      | Orne                 | Normandie                  | inscrit    | « PA00110812 », notice no PA00110812 | 48° 51′ 59″ nord, 0° 36′ 03″ est    |       |
| Château de l'Hermitière                                                       | L'Hermitière                          | Orne                 | Normandie                  | inscrit    | « PA00110822 », notice no PA00110822 | 48° 16′ 55″ nord, 0° 38′ 34″ est    |       |
| Maison romane de Loisail                                                      | Loisail                               | Orne                 | Normandie                  | inscrit    | « PA00110836 », notice no PA00110836 | 48° 30′ 03″ nord, 0° 35′ 27″ est    |       |
| Église Saint-Pierre de Pacé                                                   | Pacé                                  | Orne                 | Normandie                  | inscrit    | « PA00110880 », notice no PA00110880 | 48° 26′ 43″ nord, 0° 00′ 15″ ouest  |       |
| Manoir de la Cour                                                             | Pacé                                  | Orne                 | Normandie                  | inscrit    | « PA00110881 », notice no PA00110881 | 48° 26′ 42″ nord, 0° 00′ 17″ ouest  |       |
| Manoir de Vauvineux                                                           | Pervenchères                          | Orne                 | Normandie                  | inscrit    | « PA00110887 », notice no PA00110887 | 48° 26′ 32″ nord, 0° 24′ 50″ est    |       |
| Église Saint-Germain de Préaux-du-Perche                                      | Préaux-du-Perche                      | Orne                 | Normandie                  | inscrit    | « PA00110891 », notice no PA00110891 | 48° 19′ 49″ nord, 0° 42′ 11″ est    |       |
| Manoir de la Bérardière                                                       | Saint-Bômer-les-Forges                | Orne                 | Normandie                  | inscrit    | « PA00110907 », notice no PA00110907 | 48° 39′ 06″ nord, 0° 38′ 48″ ouest  |       |
| Logis de la Cousinière                                                        | Saint-Brice                           | Orne                 | Normandie                  | inscrit    | « PA00110908 », notice no PA00110908 | 48° 33′ 12″ nord, 0° 38′ 34″ ouest  |       |
| Église Saint-Germain                                                          | Saint-Germain-de-la-Coudre            | Orne                 | Normandie                  | inscrit    | « PA00110921 », notice no PA00110921 | 48° 16′ 52″ nord, 0° 36′ 15″ est    |       |
| Château de Saint-Hilaire-sur-Risle                                            | Saint-Hilaire-sur-Risle               | Orne                 | Normandie                  | inscrit    | « PA00110924 », notice no PA00110924 | 48° 43′ 59″ nord, 0° 29′ 50″ est    |       |
| Château de Torchamp                                                           | Torchamp                              | Orne                 | Normandie                  | inscrit    | « PA00110960 », notice no PA00110960 | 48° 32′ 11″ nord, 0° 41′ 40″ ouest  |       |
| Manoir de Villers-en-Ouche                                                    | Villers-en-Ouche                      | Orne                 | Normandie                  | inscrit    | « PA00110968 », notice no PA00110968 | 48° 51′ 53″ nord, 0° 27′ 39″ est    |       |
| Couvent des Récollets                                                         | 10e arrondissement de Paris           | Paris                | Île-de-France              | inscrit    | « PA00086485 », notice no PA00086485 | 48° 52′ 31″ nord, 2° 21′ 38″ est    |       |
| Théâtre Hébertot                                                              | 17e arrondissement de Paris           | Paris                | Île-de-France              | inscrit    | « PA00086730 », notice no PA00086730 | 48° 52′ 55″ nord, 2° 19′ 07″ est    |       |
| Immeuble                                                                      | 1er arrondissement de Paris           | Paris                | Île-de-France              | inscrit    | « PA00085876 », notice no PA00085876 | 48° 51′ 32″ nord, 2° 20′ 45″ est    |       |
| Immeuble                                                                      | 1er arrondissement de Paris           | Paris                | Île-de-France              | inscrit    | « PA00085878 », notice no PA00085878 | 48° 51′ 33″ nord, 2° 20′ 44″ est    |       |
| Immeuble                                                                      | 1er arrondissement de Paris           | Paris                | Île-de-France              | inscrit    | « PA00085880 », notice no PA00085880 | 48° 51′ 33″ nord, 2° 20′ 43″ est    |       |
| Immeuble                                                                      | 1er arrondissement de Paris           | Paris                | Île-de-France              | inscrit    | « PA00085896 », notice no PA00085896 | 48° 51′ 31″ nord, 2° 20′ 45″ est    |       |
| Immeuble                                                                      | 1er arrondissement de Paris           | Paris                | Île-de-France              | inscrit    | « PA00085897 », notice no PA00085897 | 48° 51′ 31″ nord, 2° 20′ 45″ est    |       |
| Immeuble                                                                      | 1er arrondissement de Paris           | Paris                | Île-de-France              | inscrit    | « PA00085926 », notice no PA00085926 | 48° 51′ 31″ nord, 2° 20′ 43″ est    |       |
| Immeuble                                                                      | 1er arrondissement de Paris           | Paris                | Île-de-France              | inscrit    | « PA00085937 », notice no PA00085937 | 48° 51′ 29″ nord, 2° 20′ 43″ est    |       |
| Immeuble                                                                      | 1er arrondissement de Paris           | Paris                | Île-de-France              | inscrit    | « PA00085941 », notice no PA00085941 | 48° 51′ 30″ nord, 2° 20′ 41″ est    |       |
| Immeuble                                                                      | 1er arrondissement de Paris           | Paris                | Île-de-France              | inscrit    | « PA00085946 », notice no PA00085946 | 48° 51′ 30″ nord, 2° 20′ 40″ est    |       |
| Immeuble                                                                      | 1er arrondissement de Paris           | Paris                | Île-de-France              | inscrit    | « PA00085853 », notice no PA00085853 | 48° 51′ 32″ nord, 2° 20′ 42″ est    |       |
| Immeuble                                                                      | 1er arrondissement de Paris           | Paris                | Île-de-France              | inscrit    | « PA00085877 », notice no PA00085877 | 48° 51′ 32″ nord, 2° 20′ 44″ est    |       |
| Immeuble                                                                      | 1er arrondissement de Paris           | Paris                | Île-de-France              | inscrit    | « PA00085898 », notice no PA00085898 | 48° 51′ 32″ nord, 2° 20′ 46″ est    |       |
| Immeuble                                                                      | 1er arrondissement de Paris           | Paris                | Île-de-France              | inscrit    | « PA00085936 », notice no PA00085936 | 48° 51′ 29″ nord, 2° 20′ 44″ est    |       |
| Immeuble                                                                      | 1er arrondissement de Paris           | Paris                | Île-de-France              | inscrit    | « PA00085944 », notice no PA00085944 | 48° 51′ 30″ nord, 2° 20′ 41″ est    |       |
| Immeuble                                                                      | 1er arrondissement de Paris           | Paris                | Île-de-France              | inscrit    | « PA00085947 », notice no PA00085947 | 48° 51′ 31″ nord, 2° 20′ 40″ est    |       |
| Immeuble                                                                      | 1er arrondissement de Paris           | Paris                | Île-de-France              | inscrit    | « PA00085854 », notice no PA00085854 | 48° 51′ 33″ nord, 2° 20′ 40″ est    |       |
| Immeuble                                                                      | 1er arrondissement de Paris           | Paris                | Île-de-France              | inscrit    | « PA00085894 », notice no PA00085894 | 48° 51′ 32″ nord, 2° 20′ 43″ est    |       |
| Immeuble                                                                      | 1er arrondissement de Paris           | Paris                | Île-de-France              | inscrit    | « PA00085924 », notice no PA00085924 | 48° 51′ 30″ nord, 2° 20′ 42″ est    |       |
| Immeuble                                                                      | 1er arrondissement de Paris           | Paris                | Île-de-France              | inscrit    | « PA00085930 », notice no PA00085930 | 48° 51′ 31″ nord, 2° 20′ 44″ est    |       |
| Immeuble                                                                      | 1er arrondissement de Paris           | Paris                | Île-de-France              | inscrit    | « PA00085938 », notice no PA00085938 | 48° 51′ 29″ nord, 2° 20′ 42″ est    |       |
| Immeuble                                                                      | 1er arrondissement de Paris           | Paris                | Île-de-France              | inscrit    | « PA00085942 », notice no PA00085942 | 48° 51′ 30″ nord, 2° 20′ 41″ est    |       |
| Immeuble                                                                      | 1er arrondissement de Paris           | Paris                | Île-de-France              | inscrit    | « PA00085943 », notice no PA00085943 | 48° 51′ 30″ nord, 2° 20′ 41″ est    |       |
| Immeuble                                                                      | 1er arrondissement de Paris           | Paris                | Île-de-France              | inscrit    | « PA00085855 », notice no PA00085855 | 48° 51′ 34″ nord, 2° 20′ 41″ est    |       |
| Immeuble                                                                      | 1er arrondissement de Paris           | Paris                | Île-de-France              | inscrit    | « PA00085895 », notice no PA00085895 | 48° 51′ 30″ nord, 2° 20′ 44″ est    |       |
| Immeuble                                                                      | 1er arrondissement de Paris           | Paris                | Île-de-France              | inscrit    | « PA00085925 », notice no PA00085925 | 48° 51′ 30″ nord, 2° 20′ 43″ est    |       |
| Immeuble                                                                      | 1er arrondissement de Paris           | Paris                | Île-de-France              | inscrit    | « PA00085928 », notice no PA00085928 | 48° 51′ 31″ nord, 2° 20′ 44″ est    |       |
| Immeuble                                                                      | 1er arrondissement de Paris           | Paris                | Île-de-France              | inscrit    | « PA00085929 », notice no PA00085929 | 48° 51′ 31″ nord, 2° 20′ 43″ est    |       |
| Immeuble                                                                      | 1er arrondissement de Paris           | Paris                | Île-de-France              | inscrit    | « PA00085940 », notice no PA00085940 | 48° 51′ 30″ nord, 2° 20′ 42″ est    |       |
| Immeuble                                                                      | 1er arrondissement de Paris           | Paris                | Île-de-France              | inscrit    | « PA00085945 », notice no PA00085945 | 48° 51′ 30″ nord, 2° 20′ 40″ est    |       |
| Immeuble                                                                      | 1er arrondissement de Paris           | Paris                | Île-de-France              | inscrit    | « PA00085948 », notice no PA00085948 | 48° 51′ 31″ nord, 2° 20′ 39″ est    |       |
| Immeuble                                                                      | 1er arrondissement de Paris           | Paris                | Île-de-France              | inscrit    | « PA00085852 », notice no PA00085852 | 48° 51′ 31″ nord, 2° 20′ 40″ est    |       |
| Immeuble                                                                      | 1er arrondissement de Paris           | Paris                | Île-de-France              | inscrit    | « PA00085879 », notice no PA00085879 | 48° 51′ 33″ nord, 2° 20′ 43″ est    |       |
| Immeuble                                                                      | 1er arrondissement de Paris           | Paris                | Île-de-France              | inscrit    | « PA00085927 », notice no PA00085927 | 48° 51′ 31″ nord, 2° 20′ 43″ est    |       |
| Immeuble                                                                      | 1er arrondissement de Paris           | Paris                | Île-de-France              | inscrit    | « PA00085939 », notice no PA00085939 | 48° 51′ 30″ nord, 2° 20′ 42″ est    |       |
| Galerie Vivienne                                                              | 2e arrondissement de Paris            | Paris                | Île-de-France              | inscrit    | « PA00086024 », notice no PA00086024 | 48° 52′ 00″ nord, 2° 20′ 23″ est    |       |
| Caffè Stern                                                                   | 2e arrondissement de Paris            | Paris                | Île-de-France              | inscrit    | « PA00086090 », notice no PA00086090 | 48° 31′ 17″ nord, 2° 12′ 11″ est    |       |
| Galerie Colbert                                                               | 2e arrondissement de Paris            | Paris                | Île-de-France              | inscrit    | « PA00086023 », notice no PA00086023 | 48° 52′ 00″ nord, 2° 20′ 21″ est    |       |
| Théâtre des Variétés                                                          | 2e arrondissement de Paris            | Paris                | Île-de-France              | classé     | « PA00086094 », notice no PA00086094 | 48° 52′ 17″ nord, 2° 20′ 32″ est    |       |
| Bureau des Brodeurs et des Coffretiers                                        | 2e arrondissement de Paris            | Paris                | Île-de-France              | inscrit    | « PA00086012 », notice no PA00086012 | 48° 52′ 07″ nord, 2° 21′ 07″ est    |       |
| Passage Choiseul et passage Sainte-Anne                                       | 2e arrondissement de Paris            | Paris                | Île-de-France              | inscrit    | « PA00086088 », notice no PA00086088 | 48° 52′ 05″ nord, 2° 20′ 08″ est    |       |
| Immeuble                                                                      | 3e arrondissement de Paris            | Paris                | Île-de-France              | inscrit    | « PA00086172 », notice no PA00086172 | 48° 51′ 43″ nord, 2° 21′ 04″ est    |       |
| Immeuble                                                                      | 3e arrondissement de Paris            | Paris                | Île-de-France              | inscrit    | « PA00086174 », notice no PA00086174 | 48° 51′ 43″ nord, 2° 21′ 04″ est    |       |
| Immeuble                                                                      | 3e arrondissement de Paris            | Paris                | Île-de-France              | inscrit    | « PA00086185 », notice no PA00086185 | 48° 51′ 45″ nord, 2° 21′ 05″ est    |       |
| Immeuble                                                                      | 3e arrondissement de Paris            | Paris                | Île-de-France              | inscrit    | « PA00086198 », notice no PA00086198 | 48° 51′ 44″ nord, 2° 21′ 06″ est    |       |
| Immeuble                                                                      | 3e arrondissement de Paris            | Paris                | Île-de-France              | inscrit    | « PA00086199 », notice no PA00086199 | 48° 51′ 43″ nord, 2° 21′ 07″ est    |       |
| Immeubles                                                                     | 3e arrondissement de Paris            | Paris                | Île-de-France              | inscrit    | « PA00086204 », notice no PA00086204 | 48° 51′ 46″ nord, 2° 21′ 08″ est    |       |
| Immeuble                                                                      | 3e arrondissement de Paris            | Paris                | Île-de-France              | inscrit    | « PA00086208 », notice no PA00086208 | 48° 51′ 46″ nord, 2° 21′ 08″ est    |       |
| Immeuble                                                                      | 3e arrondissement de Paris            | Paris                | Île-de-France              | inscrit    | « PA00086175 », notice no PA00086175 | 48° 51′ 43″ nord, 2° 21′ 03″ est    |       |
| Immeuble                                                                      | 3e arrondissement de Paris            | Paris                | Île-de-France              | inscrit    | « PA00086176 », notice no PA00086176 | 48° 51′ 43″ nord, 2° 21′ 04″ est    |       |
| Immeuble                                                                      | 3e arrondissement de Paris            | Paris                | Île-de-France              | inscrit    | « PA00086180 », notice no PA00086180 | 48° 51′ 44″ nord, 2° 21′ 04″ est    |       |
| Immeuble                                                                      | 3e arrondissement de Paris            | Paris                | Île-de-France              | inscrit    | « PA00086182 », notice no PA00086182 | 48° 51′ 44″ nord, 2° 21′ 04″ est    |       |
| Immeuble                                                                      | 3e arrondissement de Paris            | Paris                | Île-de-France              | inscrit    | « PA00086191 », notice no PA00086191 | 48° 51′ 47″ nord, 2° 21′ 05″ est    |       |
| Immeuble                                                                      | 3e arrondissement de Paris            | Paris                | Île-de-France              | inscrit    | « PA00086192 », notice no PA00086192 | 48° 51′ 47″ nord, 2° 21′ 05″ est    |       |
| Immeuble                                                                      | 3e arrondissement de Paris            | Paris                | Île-de-France              | inscrit    | « PA00086202 », notice no PA00086202 | 48° 51′ 45″ nord, 2° 21′ 07″ est    |       |
| Immeuble                                                                      | 3e arrondissement de Paris            | Paris                | Île-de-France              | inscrit    | « PA00086203 », notice no PA00086203 | 48° 51′ 45″ nord, 2° 21′ 07″ est    |       |
| Immeuble                                                                      | 3e arrondissement de Paris            | Paris                | Île-de-France              | inscrit    | « PA00086209 », notice no PA00086209 | 48° 51′ 47″ nord, 2° 21′ 08″ est    |       |
| Hôtel de Vic                                                                  | 3e arrondissement de Paris            | Paris                | Île-de-France              | inscrit    | « PA00086160 », notice no PA00086160 | 48° 51′ 40″ nord, 2° 21′ 21″ est    |       |
| Immeuble                                                                      | 3e arrondissement de Paris            | Paris                | Île-de-France              | inscrit    | « PA00086171 », notice no PA00086171 | 48° 51′ 43″ nord, 2° 21′ 03″ est    |       |
| Immeuble                                                                      | 3e arrondissement de Paris            | Paris                | Île-de-France              | inscrit    | « PA00086179 », notice no PA00086179 | 48° 51′ 44″ nord, 2° 21′ 04″ est    |       |
| Immeuble                                                                      | 3e arrondissement de Paris            | Paris                | Île-de-France              | inscrit    | « PA00086181 », notice no PA00086181 | 48° 51′ 44″ nord, 2° 21′ 04″ est    |       |
| Immeuble                                                                      | 3e arrondissement de Paris            | Paris                | Île-de-France              | inscrit    | « PA00086184 », notice no PA00086184 | 48° 51′ 45″ nord, 2° 21′ 04″ est    |       |
| Immeuble                                                                      | 3e arrondissement de Paris            | Paris                | Île-de-France              | inscrit    | « PA00086186 », notice no PA00086186 | 48° 51′ 46″ nord, 2° 21′ 05″ est    |       |
| Immeuble                                                                      | 3e arrondissement de Paris            | Paris                | Île-de-France              | inscrit    | « PA00086194 », notice no PA00086194 | 48° 51′ 42″ nord, 2° 21′ 06″ est    |       |
| Immeuble                                                                      | 3e arrondissement de Paris            | Paris                | Île-de-France              | inscrit    | « PA00086195 », notice no PA00086195 | 48° 51′ 43″ nord, 2° 21′ 06″ est    |       |
| Immeuble                                                                      | 3e arrondissement de Paris            | Paris                | Île-de-France              | inscrit    | « PA00086201 », notice no PA00086201 | 48° 51′ 45″ nord, 2° 21′ 07″ est    |       |
| Immeuble                                                                      | 3e arrondissement de Paris            | Paris                | Île-de-France              | inscrit    | « PA00086178 », notice no PA00086178 | 48° 51′ 43″ nord, 2° 21′ 04″ est    |       |
| Immeuble                                                                      | 3e arrondissement de Paris            | Paris                | Île-de-France              | inscrit    | « PA00086183 », notice no PA00086183 | 48° 51′ 44″ nord, 2° 21′ 04″ est    |       |
| Immeuble                                                                      | 3e arrondissement de Paris            | Paris                | Île-de-France              | inscrit    | « PA00086188 », notice no PA00086188 | 48° 51′ 46″ nord, 2° 21′ 05″ est    |       |
| Immeuble                                                                      | 3e arrondissement de Paris            | Paris                | Île-de-France              | inscrit    | « PA00086189 », notice no PA00086189 | 48° 51′ 46″ nord, 2° 21′ 05″ est    |       |
| Immeuble                                                                      | 3e arrondissement de Paris            | Paris                | Île-de-France              | inscrit    | « PA00086196 », notice no PA00086196 | 48° 51′ 43″ nord, 2° 21′ 06″ est    |       |
| Immeuble                                                                      | 3e arrondissement de Paris            | Paris                | Île-de-France              | inscrit    | « PA00086207 », notice no PA00086207 | 48° 51′ 46″ nord, 2° 21′ 08″ est    |       |
| Passage Molière                                                               | 3e arrondissement de Paris            | Paris                | Île-de-France              | inscrit    | « PA00086230 », notice no PA00086230 | 48° 51′ 44″ nord, 2° 21′ 06″ est    |       |
| Immeuble                                                                      | 3e arrondissement de Paris            | Paris                | Île-de-France              | inscrit    | « PA00086173 », notice no PA00086173 | 48° 51′ 43″ nord, 2° 21′ 03″ est    |       |
| Immeuble                                                                      | 3e arrondissement de Paris            | Paris                | Île-de-France              | inscrit    | « PA00086177 », notice no PA00086177 | 48° 51′ 43″ nord, 2° 21′ 03″ est    |       |
| Immeuble                                                                      | 3e arrondissement de Paris            | Paris                | Île-de-France              | inscrit    | « PA00086187 », notice no PA00086187 | 48° 51′ 45″ nord, 2° 21′ 04″ est    |       |
| Immeuble                                                                      | 3e arrondissement de Paris            | Paris                | Île-de-France              | inscrit    | « PA00086190 », notice no PA00086190 | 48° 51′ 47″ nord, 2° 21′ 05″ est    |       |
| Immeuble                                                                      | 3e arrondissement de Paris            | Paris                | Île-de-France              | inscrit    | « PA00086197 », notice no PA00086197 | 48° 51′ 43″ nord, 2° 21′ 06″ est    |       |
| Immeuble                                                                      | 3e arrondissement de Paris            | Paris                | Île-de-France              | inscrit    | « PA00086200 », notice no PA00086200 | 48° 51′ 45″ nord, 2° 21′ 07″ est    |       |
| Immeuble                                                                      | 3e arrondissement de Paris            | Paris                | Île-de-France              | inscrit    | « PA00086205 », notice no PA00086205 | 48° 51′ 46″ nord, 2° 21′ 08″ est    |       |
| Immeuble                                                                      | 3e arrondissement de Paris            | Paris                | Île-de-France              | inscrit    | « PA00086206 », notice no PA00086206 | 48° 51′ 46″ nord, 2° 21′ 08″ est    |       |
| Immeuble                                                                      | 4e arrondissement de Paris            | Paris                | Île-de-France              | inscrit    | « PA00086356 », notice no PA00086356 | 48° 51′ 33″ nord, 2° 20′ 59″ est    |       |
| Immeuble                                                                      | 4e arrondissement de Paris            | Paris                | Île-de-France              | inscrit    | « PA00086366 », notice no PA00086366 | 48° 51′ 34″ nord, 2° 20′ 59″ est    |       |
| Immeuble                                                                      | 4e arrondissement de Paris            | Paris                | Île-de-France              | inscrit    | « PA00086367 », notice no PA00086367 | 48° 51′ 34″ nord, 2° 20′ 59″ est    |       |
| Immeuble                                                                      | 4e arrondissement de Paris            | Paris                | Île-de-France              | inscrit    | « PA00086368 », notice no PA00086368 | 48° 51′ 34″ nord, 2° 20′ 59″ est    |       |
| Immeuble                                                                      | 4e arrondissement de Paris            | Paris                | Île-de-France              | inscrit    | « PA00086376 », notice no PA00086376 | 48° 51′ 36″ nord, 2° 21′ 00″ est    |       |
| Immeuble                                                                      | 4e arrondissement de Paris            | Paris                | Île-de-France              | inscrit    | « PA00086381 », notice no PA00086381 | 48° 51′ 39″ nord, 2° 21′ 01″ est    |       |
| Immeuble                                                                      | 4e arrondissement de Paris            | Paris                | Île-de-France              | inscrit    | « PA00086386 », notice no PA00086386 | 48° 51′ 41″ nord, 2° 21′ 02″ est    |       |
| Immeuble                                                                      | 4e arrondissement de Paris            | Paris                | Île-de-France              | inscrit    | « PA00086387 », notice no PA00086387 | 48° 51′ 41″ nord, 2° 21′ 02″ est    |       |
| Immeuble                                                                      | 4e arrondissement de Paris            | Paris                | Île-de-France              | inscrit    | « PA00086392 », notice no PA00086392 | 48° 51′ 42″ nord, 2° 21′ 03″ est    |       |
| Immeuble                                                                      | 4e arrondissement de Paris            | Paris                | Île-de-France              | inscrit    | « PA00086408 », notice no PA00086408 | 48° 51′ 34″ nord, 2° 21′ 01″ est    |       |
| Immeuble                                                                      | 4e arrondissement de Paris            | Paris                | Île-de-France              | inscrit    | « PA00086409 », notice no PA00086409 | 48° 51′ 34″ nord, 2° 21′ 01″ est    |       |
| Immeuble                                                                      | 4e arrondissement de Paris            | Paris                | Île-de-France              | inscrit    | « PA00086418 », notice no PA00086418 | 48° 51′ 34″ nord, 2° 21′ 02″ est    |       |
| Immeuble                                                                      | 4e arrondissement de Paris            | Paris                | Île-de-France              | inscrit    | « PA00086422 », notice no PA00086422 | 48° 51′ 35″ nord, 2° 21′ 03″ est    |       |
| Immeuble                                                                      | 4e arrondissement de Paris            | Paris                | Île-de-France              | inscrit    | « PA00086424 », notice no PA00086424 | 48° 51′ 36″ nord, 2° 21′ 03″ est    |       |
| Immeuble                                                                      | 4e arrondissement de Paris            | Paris                | Île-de-France              | inscrit    | « PA00086426 », notice no PA00086426 | 48° 51′ 36″ nord, 2° 21′ 03″ est    |       |
| Immeuble                                                                      | 4e arrondissement de Paris            | Paris                | Île-de-France              | inscrit    | « PA00086429 », notice no PA00086429 | 48° 51′ 38″ nord, 2° 21′ 03″ est    |       |
| Immeuble                                                                      | 4e arrondissement de Paris            | Paris                | Île-de-France              | inscrit    | « PA00086434 », notice no PA00086434 | 48° 51′ 39″ nord, 2° 21′ 04″ est    |       |
| Immeuble                                                                      | 4e arrondissement de Paris            | Paris                | Île-de-France              | inscrit    | « PA00086441 », notice no PA00086441 | 48° 51′ 36″ nord, 2° 21′ 04″ est    |       |
| Immeuble                                                                      | 4e arrondissement de Paris            | Paris                | Île-de-France              | inscrit    | « PA00086443 », notice no PA00086443 | 48° 51′ 36″ nord, 2° 21′ 04″ est    |       |
| Immeuble                                                                      | 4e arrondissement de Paris            | Paris                | Île-de-France              | inscrit    | « PA00086460 », notice no PA00086460 | 48° 51′ 32″ nord, 2° 21′ 02″ est    |       |
| Hôtel de Mayenne                                                              | 4e arrondissement de Paris            | Paris                | Île-de-France              | classé     | « PA00086305 », notice no PA00086305 | 48° 51′ 12″ nord, 2° 21′ 56″ est    |       |
| Maison                                                                        | 4e arrondissement de Paris            | Paris                | Île-de-France              | inscrit    | « PA00086349 », notice no PA00086349 | 48° 51′ 32″ nord, 2° 21′ 05″ est    |       |
| Immeuble                                                                      | 4e arrondissement de Paris            | Paris                | Île-de-France              | inscrit    | « PA00086359 », notice no PA00086359 | 48° 51′ 33″ nord, 2° 20′ 58″ est    |       |
| Immeuble                                                                      | 4e arrondissement de Paris            | Paris                | Île-de-France              | inscrit    | « PA00086365 », notice no PA00086365 | 48° 51′ 34″ nord, 2° 20′ 59″ est    |       |
| Immeuble                                                                      | 4e arrondissement de Paris            | Paris                | Île-de-France              | inscrit    | « PA00086369 », notice no PA00086369 | 48° 51′ 34″ nord, 2° 20′ 59″ est    |       |
| Immeuble                                                                      | 4e arrondissement de Paris            | Paris                | Île-de-France              | inscrit    | « PA00086370 », notice no PA00086370 | 48° 51′ 34″ nord, 2° 20′ 59″ est    |       |
| Immeuble                                                                      | 4e arrondissement de Paris            | Paris                | Île-de-France              | inscrit    | « PA00086372 », notice no PA00086372 | 48° 51′ 35″ nord, 2° 21′ 00″ est    |       |
| Immeuble                                                                      | 4e arrondissement de Paris            | Paris                | Île-de-France              | inscrit    | « PA00086374 », notice no PA00086374 | 48° 51′ 35″ nord, 2° 21′ 00″ est    |       |
| Immeuble                                                                      | 4e arrondissement de Paris            | Paris                | Île-de-France              | inscrit    | « PA00086377 », notice no PA00086377 | 48° 51′ 37″ nord, 2° 21′ 00″ est    |       |
| Immeuble                                                                      | 4e arrondissement de Paris            | Paris                | Île-de-France              | inscrit    | « PA00086385 », notice no PA00086385 | 48° 51′ 40″ nord, 2° 21′ 02″ est    |       |
| Immeuble                                                                      | 4e arrondissement de Paris            | Paris                | Île-de-France              | inscrit    | « PA00086393 », notice no PA00086393 | 48° 51′ 42″ nord, 2° 21′ 03″ est    |       |
| Immeuble                                                                      | 4e arrondissement de Paris            | Paris                | Île-de-France              | inscrit    | « PA00086394 », notice no PA00086394 | 48° 51′ 42″ nord, 2° 21′ 05″ est    |       |
| Immeuble                                                                      | 4e arrondissement de Paris            | Paris                | Île-de-France              | inscrit    | « PA00086402 », notice no PA00086402 | 48° 51′ 33″ nord, 2° 21′ 00″ est    |       |
| Immeuble                                                                      | 4e arrondissement de Paris            | Paris                | Île-de-France              | inscrit    | « PA00086403 », notice no PA00086403 | 48° 51′ 33″ nord, 2° 21′ 01″ est    |       |
| Immeuble                                                                      | 4e arrondissement de Paris            | Paris                | Île-de-France              | inscrit    | « PA00086412 », notice no PA00086412 | 48° 51′ 32″ nord, 2° 21′ 01″ est    |       |
| Immeuble                                                                      | 4e arrondissement de Paris            | Paris                | Île-de-France              | inscrit    | « PA00086419 », notice no PA00086419 | 48° 51′ 35″ nord, 2° 21′ 02″ est    |       |
| Immeuble                                                                      | 4e arrondissement de Paris            | Paris                | Île-de-France              | inscrit    | « PA00086423 », notice no PA00086423 | 48° 51′ 35″ nord, 2° 21′ 03″ est    |       |
| Immeuble                                                                      | 4e arrondissement de Paris            | Paris                | Île-de-France              | inscrit    | « PA00086425 », notice no PA00086425 | 48° 51′ 36″ nord, 2° 21′ 03″ est    |       |
| Immeuble                                                                      | 4e arrondissement de Paris            | Paris                | Île-de-France              | inscrit    | « PA00086433 », notice no PA00086433 | 48° 51′ 39″ nord, 2° 21′ 04″ est    |       |
| Immeuble                                                                      | 4e arrondissement de Paris            | Paris                | Île-de-France              | inscrit    | « PA00086438 », notice no PA00086438 | 48° 51′ 40″ nord, 2° 21′ 05″ est    |       |
| Immeuble                                                                      | 4e arrondissement de Paris            | Paris                | Île-de-France              | inscrit    | « PA00086449 », notice no PA00086449 | 48° 51′ 31″ nord, 2° 21′ 06″ est    |       |
| Immeuble                                                                      | 4e arrondissement de Paris            | Paris                | Île-de-France              | inscrit    | « PA00086450 », notice no PA00086450 | 48° 51′ 31″ nord, 2° 21′ 04″ est    |       |
| Immeuble                                                                      | 4e arrondissement de Paris            | Paris                | Île-de-France              | inscrit    | « PA00086454 », notice no PA00086454 | 48° 51′ 30″ nord, 2° 21′ 06″ est    |       |
| Immeuble                                                                      | 4e arrondissement de Paris            | Paris                | Île-de-France              | inscrit    | « PA00086353 », notice no PA00086353 | 48° 51′ 33″ nord, 2° 21′ 00″ est    |       |
| Immeuble                                                                      | 4e arrondissement de Paris            | Paris                | Île-de-France              | inscrit    | « PA00086355 », notice no PA00086355 | 48° 51′ 33″ nord, 2° 20′ 59″ est    |       |
| Immeuble                                                                      | 4e arrondissement de Paris            | Paris                | Île-de-France              | inscrit    | « PA00086375 », notice no PA00086375 | 48° 51′ 35″ nord, 2° 21′ 00″ est    |       |
| Immeuble                                                                      | 4e arrondissement de Paris            | Paris                | Île-de-France              | inscrit    | « PA00086378 », notice no PA00086378 | 48° 51′ 38″ nord, 2° 21′ 02″ est    |       |
| Immeuble                                                                      | 4e arrondissement de Paris            | Paris                | Île-de-France              | inscrit    | « PA00086390 », notice no PA00086390 | 48° 51′ 42″ nord, 2° 21′ 03″ est    |       |
| Immeuble                                                                      | 4e arrondissement de Paris            | Paris                | Île-de-France              | inscrit    | « PA00086404 », notice no PA00086404 | 48° 51′ 33″ nord, 2° 21′ 01″ est    |       |
| Immeuble                                                                      | 4e arrondissement de Paris            | Paris                | Île-de-France              | inscrit    | « PA00086407 », notice no PA00086407 | 48° 51′ 33″ nord, 2° 21′ 01″ est    |       |
| Immeuble                                                                      | 4e arrondissement de Paris            | Paris                | Île-de-France              | inscrit    | « PA00086413 », notice no PA00086413 | 48° 51′ 34″ nord, 2° 21′ 02″ est    |       |
| Immeuble                                                                      | 4e arrondissement de Paris            | Paris                | Île-de-France              | inscrit    | « PA00086415 », notice no PA00086415 | 48° 51′ 35″ nord, 2° 21′ 02″ est    |       |
| Immeuble                                                                      | 4e arrondissement de Paris            | Paris                | Île-de-France              | inscrit    | « PA00086421 », notice no PA00086421 | 48° 51′ 35″ nord, 2° 21′ 02″ est    |       |
| Immeuble                                                                      | 4e arrondissement de Paris            | Paris                | Île-de-France              | inscrit    | « PA00086427 », notice no PA00086427 | 48° 51′ 36″ nord, 2° 21′ 03″ est    |       |
| Immeuble                                                                      | 4e arrondissement de Paris            | Paris                | Île-de-France              | inscrit    | « PA00086428 », notice no PA00086428 | 48° 51′ 38″ nord, 2° 21′ 03″ est    |       |
| Immeuble                                                                      | 4e arrondissement de Paris            | Paris                | Île-de-France              | inscrit    | « PA00086437 », notice no PA00086437 | 48° 51′ 40″ nord, 2° 21′ 05″ est    |       |
| Immeuble                                                                      | 4e arrondissement de Paris            | Paris                | Île-de-France              | inscrit    | « PA00086439 », notice no PA00086439 | 48° 51′ 41″ nord, 2° 21′ 05″ est    |       |
| Immeuble                                                                      | 4e arrondissement de Paris            | Paris                | Île-de-France              | inscrit    | « PA00086444 », notice no PA00086444 | 48° 51′ 36″ nord, 2° 21′ 04″ est    |       |
| Immeuble                                                                      | 4e arrondissement de Paris            | Paris                | Île-de-France              | inscrit    | « PA00086453 », notice no PA00086453 | 48° 51′ 32″ nord, 2° 21′ 03″ est    |       |
| Immeuble                                                                      | 4e arrondissement de Paris            | Paris                | Île-de-France              | inscrit    | « PA00086456 », notice no PA00086456 | 48° 51′ 31″ nord, 2° 21′ 04″ est    |       |
| Immeuble                                                                      | 4e arrondissement de Paris            | Paris                | Île-de-France              | inscrit    | « PA00086458 », notice no PA00086458 | 48° 51′ 31″ nord, 2° 21′ 03″ est    |       |
| Immeuble                                                                      | 4e arrondissement de Paris            | Paris                | Île-de-France              | inscrit    | « PA00086354 », notice no PA00086354 | 48° 51′ 33″ nord, 2° 20′ 59″ est    |       |
| Immeuble                                                                      | 4e arrondissement de Paris            | Paris                | Île-de-France              | inscrit    | « PA00086360 », notice no PA00086360 | 48° 51′ 34″ nord, 2° 20′ 58″ est    |       |
| Immeuble                                                                      | 4e arrondissement de Paris            | Paris                | Île-de-France              | inscrit    | « PA00086361 », notice no PA00086361 | 48° 51′ 34″ nord, 2° 20′ 57″ est    |       |
| Immeuble                                                                      | 4e arrondissement de Paris            | Paris                | Île-de-France              | inscrit    | « PA00086373 », notice no PA00086373 | 48° 51′ 35″ nord, 2° 20′ 59″ est    |       |
| Immeuble                                                                      | 4e arrondissement de Paris            | Paris                | Île-de-France              | inscrit    | « PA00086379 », notice no PA00086379 | 48° 51′ 38″ nord, 2° 21′ 02″ est    |       |
| Immeuble                                                                      | 4e arrondissement de Paris            | Paris                | Île-de-France              | inscrit    | « PA00086382 », notice no PA00086382 | 48° 51′ 39″ nord, 2° 21′ 02″ est    |       |
| Immeuble                                                                      | 4e arrondissement de Paris            | Paris                | Île-de-France              | inscrit    | « PA00086388 », notice no PA00086388 | 48° 51′ 41″ nord, 2° 21′ 03″ est    |       |
| Immeuble                                                                      | 4e arrondissement de Paris            | Paris                | Île-de-France              | inscrit    | « PA00086391 », notice no PA00086391 | 48° 51′ 42″ nord, 2° 21′ 03″ est    |       |
| Immeuble                                                                      | 4e arrondissement de Paris            | Paris                | Île-de-France              | inscrit    | « PA00086406 », notice no PA00086406 | 48° 51′ 33″ nord, 2° 21′ 01″ est    |       |
| Immeuble                                                                      | 4e arrondissement de Paris            | Paris                | Île-de-France              | inscrit    | « PA00086410 », notice no PA00086410 | 48° 51′ 34″ nord, 2° 21′ 01″ est    |       |
| Immeuble                                                                      | 4e arrondissement de Paris            | Paris                | Île-de-France              | inscrit    | « PA00086411 », notice no PA00086411 | 48° 51′ 34″ nord, 2° 21′ 01″ est    |       |
| Immeuble                                                                      | 4e arrondissement de Paris            | Paris                | Île-de-France              | inscrit    | « PA00086417 », notice no PA00086417 | 48° 51′ 34″ nord, 2° 21′ 02″ est    |       |
| Immeuble                                                                      | 4e arrondissement de Paris            | Paris                | Île-de-France              | inscrit    | « PA00086431 », notice no PA00086431 | 48° 51′ 38″ nord, 2° 21′ 04″ est    |       |
| Immeuble                                                                      | 4e arrondissement de Paris            | Paris                | Île-de-France              | inscrit    | « PA00086435 », notice no PA00086435 | 48° 51′ 39″ nord, 2° 21′ 04″ est    |       |
| Immeuble                                                                      | 4e arrondissement de Paris            | Paris                | Île-de-France              | inscrit    | « PA00086442 », notice no PA00086442 | 48° 51′ 36″ nord, 2° 21′ 04″ est    |       |
| Immeuble                                                                      | 4e arrondissement de Paris            | Paris                | Île-de-France              | inscrit    | « PA00086457 », notice no PA00086457 | 48° 51′ 31″ nord, 2° 21′ 04″ est    |       |
| Immeuble                                                                      | 4e arrondissement de Paris            | Paris                | Île-de-France              | inscrit    | « PA00086352 », notice no PA00086352 | 48° 51′ 33″ nord, 2° 21′ 00″ est    |       |
| Immeuble                                                                      | 4e arrondissement de Paris            | Paris                | Île-de-France              | inscrit    | « PA00086357 », notice no PA00086357 | 48° 51′ 33″ nord, 2° 20′ 58″ est    |       |
| Immeuble                                                                      | 4e arrondissement de Paris            | Paris                | Île-de-France              | inscrit    | « PA00086364 », notice no PA00086364 | 48° 51′ 34″ nord, 2° 20′ 59″ est    |       |
| Immeuble                                                                      | 4e arrondissement de Paris            | Paris                | Île-de-France              | inscrit    | « PA00086371 », notice no PA00086371 | 48° 51′ 35″ nord, 2° 20′ 59″ est    |       |
| Immeuble                                                                      | 4e arrondissement de Paris            | Paris                | Île-de-France              | inscrit    | « PA00086383 », notice no PA00086383 | 48° 51′ 40″ nord, 2° 21′ 01″ est    |       |
| Immeuble                                                                      | 4e arrondissement de Paris            | Paris                | Île-de-France              | inscrit    | « PA00086384 », notice no PA00086384 | 48° 51′ 39″ nord, 2° 21′ 02″ est    |       |
| Immeuble                                                                      | 4e arrondissement de Paris            | Paris                | Île-de-France              | inscrit    | « PA00086389 », notice no PA00086389 | 48° 51′ 42″ nord, 2° 21′ 02″ est    |       |
| Immeuble                                                                      | 4e arrondissement de Paris            | Paris                | Île-de-France              | inscrit    | « PA00086395 », notice no PA00086395 | 48° 51′ 29″ nord, 2° 21′ 06″ est    |       |
| Immeuble                                                                      | 4e arrondissement de Paris            | Paris                | Île-de-France              | inscrit    | « PA00086405 », notice no PA00086405 | 48° 51′ 33″ nord, 2° 21′ 01″ est    |       |
| Immeuble                                                                      | 4e arrondissement de Paris            | Paris                | Île-de-France              | inscrit    | « PA00086414 », notice no PA00086414 | 48° 51′ 34″ nord, 2° 21′ 02″ est    |       |
| Immeuble                                                                      | 4e arrondissement de Paris            | Paris                | Île-de-France              | inscrit    | « PA00086416 », notice no PA00086416 | 48° 51′ 35″ nord, 2° 21′ 02″ est    |       |
| Immeuble                                                                      | 4e arrondissement de Paris            | Paris                | Île-de-France              | inscrit    | « PA00086420 », notice no PA00086420 | 48° 51′ 35″ nord, 2° 21′ 03″ est    |       |
| Immeuble                                                                      | 4e arrondissement de Paris            | Paris                | Île-de-France              | inscrit    | « PA00086430 », notice no PA00086430 | 48° 51′ 38″ nord, 2° 21′ 04″ est    |       |
| Immeuble                                                                      | 4e arrondissement de Paris            | Paris                | Île-de-France              | inscrit    | « PA00086432 », notice no PA00086432 | 48° 51′ 38″ nord, 2° 21′ 04″ est    |       |
| Immeuble                                                                      | 4e arrondissement de Paris            | Paris                | Île-de-France              | inscrit    | « PA00086436 », notice no PA00086436 | 48° 51′ 39″ nord, 2° 21′ 04″ est    |       |
| Immeuble                                                                      | 4e arrondissement de Paris            | Paris                | Île-de-France              | inscrit    | « PA00086451 », notice no PA00086451 | 48° 51′ 31″ nord, 2° 21′ 04″ est    |       |
| Immeuble                                                                      | 4e arrondissement de Paris            | Paris                | Île-de-France              | inscrit    | « PA00086452 », notice no PA00086452 | 48° 51′ 32″ nord, 2° 21′ 04″ est    |       |
| Immeuble                                                                      | 4e arrondissement de Paris            | Paris                | Île-de-France              | inscrit    | « PA00086455 », notice no PA00086455 | 48° 51′ 30″ nord, 2° 21′ 05″ est    |       |
| Immeuble                                                                      | 4e arrondissement de Paris            | Paris                | Île-de-France              | inscrit    | « PA00086459 », notice no PA00086459 | 48° 51′ 31″ nord, 2° 21′ 03″ est    |       |
| Immeuble                                                                      | 5e arrondissement de Paris            | Paris                | Île-de-France              | inscrit    | « PA00088451 », notice no PA00088451 | 48° 51′ 07″ nord, 2° 20′ 40″ est    |       |
| Immeuble                                                                      | 5e arrondissement de Paris            | Paris                | Île-de-France              | inscrit    | « PA00088467 », notice no PA00088467 | 48° 50′ 29″ nord, 2° 20′ 29″ est    |       |
| Immeuble                                                                      | 6e arrondissement de Paris            | Paris                | Île-de-France              | inscrit    | « PA00088640 », notice no PA00088640 | 48° 51′ 02″ nord, 2° 20′ 13″ est    |       |
| Parc Monceau                                                                  | 8e arrondissement de Paris            | Paris                | Île-de-France              | classé     | « PA00088879 », notice no PA00088879 | 48° 52′ 45″ nord, 2° 18′ 33″ est    |       |
| Immeuble                                                                      | 8e arrondissement de Paris            | Paris                | Île-de-France              | classé     | « PA00088848 », notice no PA00088848 | 48° 52′ 49″ nord, 2° 18′ 50″ est    |       |
| Immeuble                                                                      | 8e arrondissement de Paris            | Paris                | Île-de-France              | classé     | « PA00088847 », notice no PA00088847 | 48° 52′ 48″ nord, 2° 18′ 50″ est    |       |
| Immeuble                                                                      | 8e arrondissement de Paris            | Paris                | Île-de-France              | classé     | « PA00088849 », notice no PA00088849 | 48° 52′ 49″ nord, 2° 18′ 49″ est    |       |
| Passage Verdeau                                                               | 9e arrondissement de Paris            | Paris                | Île-de-France              | inscrit    | « PA00088997 », notice no PA00088997 | 48° 52′ 24″ nord, 2° 20′ 32″ est    |       |
| Passage Jouffroy                                                              | 9e arrondissement de Paris            | Paris                | Île-de-France              | inscrit    | « PA00088996 », notice no PA00088996 | 48° 52′ 21″ nord, 2° 20′ 32″ est    |       |
| Église Notre-Dame-de-Grâces d'Ardres                                          | Ardres                                | Pas-de-Calais        | Hauts-de-France            | inscrit    | « PA00107959 », notice no PA00107959 | 50° 51′ 13″ nord, 1° 58′ 35″ est    |       |
| Chapelle des Carmes d'Ardres                                                  | Ardres                                | Pas-de-Calais        | Hauts-de-France            | inscrit    | « PA00107958 », notice no PA00107958 | 50° 51′ 14″ nord, 1° 58′ 39″ est    |       |
| Hôtel de Beaulaincourt                                                        | Béthune                               | Pas-de-Calais        | Hauts-de-France            | classé     | « PA00108203 », notice no PA00108203 | 50° 32′ 00″ nord, 2° 38′ 18″ est    |       |
| Église Saint-Wulphy                                                           | Montreuil-sur-Mer                     | Pas-de-Calais        | Hauts-de-France            | inscrit    | « PA00108357 », notice no PA00108357 | 50° 27′ 52″ nord, 1° 45′ 59″ est    |       |
| Château de Pont-de-Briques                                                    | Saint-Léonard                         | Pas-de-Calais        | Hauts-de-France            | classé     | « PA00108396 », notice no PA00108396 | 50° 41′ 08″ nord, 1° 37′ 37″ est    |       |
| Église Saint-Médard de Tournehem-sur-la-Hem                                   | Tournehem-sur-la-Hem                  | Pas-de-Calais        | Hauts-de-France            | inscrit    | « PA00108434 », notice no PA00108434 | 50° 48′ 19″ nord, 2° 02′ 57″ est    |       |
| Maison                                                                        | Aigueperse                            | Puy-de-Dôme          | Auvergne-Rhône-Alpes       | classé     | « PA00091852 », notice no PA00091852 | 46° 01′ 29″ nord, 3° 12′ 18″ est    |       |
| Maison                                                                        | Châteaugay                            | Puy-de-Dôme          | Auvergne-Rhône-Alpes       | inscrit    | « PA00091962 », notice no PA00091962 | 45° 50′ 58″ nord, 3° 05′ 08″ est    |       |
| Pont Romain                                                                   | Le Cheix                              | Puy-de-Dôme          | Auvergne-Rhône-Alpes       | classé     | « PA00091976 », notice no PA00091976 | 45° 57′ 18″ nord, 3° 09′ 58″ est    |       |
| Château de Liberty                                                            | Condat-lès-Montboissier               | Puy-de-Dôme          | Auvergne-Rhône-Alpes       | classé     | « PA00092086 », notice no PA00092086 | 45° 33′ 47″ nord, 3° 27′ 10″ est    |       |
| Pigeonnier de Malintrat                                                       | Malintrat                             | Puy-de-Dôme          | Auvergne-Rhône-Alpes       | inscrit    | « PA00092160 », notice no PA00092160 | 45° 48′ 34″ nord, 3° 11′ 19″ est    |       |
| Château de Lavaure                                                            | Neschers                              | Puy-de-Dôme          | Auvergne-Rhône-Alpes       | inscrit    | « PA00092217 », notice no PA00092217 | 45° 35′ 36″ nord, 3° 10′ 46″ est    |       |
| Couvent des Récollets de Saint-Amant-Tallende                                 | Saint-Amant-Tallende                  | Puy-de-Dôme          | Auvergne-Rhône-Alpes       | inscrit    | « PA00092339 », notice no PA00092339 | 45° 40′ 14″ nord, 3° 06′ 37″ est    |       |
| Maison de Jeanne d'Albret                                                     | Orthez                                | Pyrénées-Atlantiques | Nouvelle-Aquitaine         | classé     | « PA00084476 », notice no PA00084476 | 43° 29′ 18″ nord, 0° 46′ 30″ ouest  |       |
| Château d'Urtubie                                                             | Urrugne                               | Pyrénées-Atlantiques | Nouvelle-Aquitaine         | inscrit    | « PA00084538 », notice no PA00084538 | 43° 22′ 00″ nord, 1° 41′ 18″ ouest  |       |
| Pont-aqueduc d'Ansignan                                                       | Ansignan                              | Pyrénées-Orientales  | Occitanie                  | classé     | « PA00103951 », notice no PA00103951 | 42° 45′ 54″ nord, 2° 30′ 53″ est    |       |
| Église Sainte-Marie de La Cluse-Haute                                         | Les Cluses                            | Pyrénées-Orientales  | Occitanie                  | classé     | « PA00103993 », notice no PA00103993 | 42° 28′ 56″ nord, 2° 50′ 36″ est    |       |
| Château de Corbère                                                            | Corbère                               | Pyrénées-Orientales  | Occitanie                  | inscrit    | « PA00104004 », notice no PA00104004 | 42° 39′ 01″ nord, 2° 39′ 27″ est    |       |
| Chapelle Notre-Dame-des-Anges                                                 | Perpignan                             | Pyrénées-Orientales  | Occitanie                  | classé     | « PA00104068 », notice no PA00104068 | 42° 41′ 47″ nord, 2° 53′ 28″ est    |       |
| Église Saint-Clément de Sirach                                                | Ria-Sirach                            | Pyrénées-Orientales  | Occitanie                  | inscrit    | « PA00104107 », notice no PA00104107 | 42° 36′ 19″ nord, 2° 24′ 10″ est    |       |
| Église Saint-Pierre de Belloch                                                | Vinça                                 | Pyrénées-Orientales  | Occitanie                  | inscrit    | « PA00104177 », notice no PA00104177 | 42° 39′ 20″ nord, 2° 32′ 45″ est    |       |
| Maison                                                                        | L'Arbresle                            | Rhône                | Auvergne-Rhône-Alpes       | inscrit    | « PA00117715 », notice no PA00117715 | 45° 50′ 09″ nord, 4° 37′ 02″ est    |       |
| Château d'Arginy                                                              | Charentay                             | Rhône                | Auvergne-Rhône-Alpes       | inscrit    | « PA00117732 », notice no PA00117732 | 46° 04′ 59″ nord, 4° 41′ 22″ est    |       |
| Église Saint-Christophe de Charnay                                            | Charnay                               | Rhône                | Auvergne-Rhône-Alpes       | inscrit    | « PA00117737 », notice no PA00117737 | 45° 53′ 27″ nord, 4° 40′ 05″ est    |       |
| Maison                                                                        | Chessy                                | Rhône                | Auvergne-Rhône-Alpes       | inscrit    | « PA00117746 », notice no PA00117746 | 45° 53′ 14″ nord, 4° 37′ 28″ est    |       |
| Château de Ronno                                                              | Ronno                                 | Rhône                | Auvergne-Rhône-Alpes       | inscrit    | « PA00118021 », notice no PA00118021 | 45° 59′ 08″ nord, 4° 23′ 09″ est    |       |
| Château de Vallières                                                          | Saint-Georges-de-Reneins              | Rhône                | Auvergne-Rhône-Alpes       | classé     | « PA00118039 », notice no PA00118039 | 46° 03′ 53″ nord, 4° 43′ 34″ est    |       |
| Château de Laye                                                               | Saint-Georges-de-Reneins              | Rhône                | Auvergne-Rhône-Alpes       | inscrit    | « PA00118038 », notice no PA00118038 | 46° 01′ 28″ nord, 4° 42′ 33″ est    |       |
| Clos de la Platière                                                           | Theizé                                | Rhône                | Auvergne-Rhône-Alpes       | inscrit    | « PA00118081 », notice no PA00118081 | 45° 55′ 59″ nord, 4° 37′ 42″ est    |       |
| Château de La Chapelle-de-Bragny                                              | La Chapelle-de-Bragny                 | Saône-et-Loire       | Bourgogne-Franche-Comté    | inscrit    | « PA00113190 », notice no PA00113190 | 46° 37′ 58″ nord, 4° 46′ 16″ est    |       |
| Église Saint-Julien de Donzy-le-Pertuis                                       | Donzy-le-Pertuis                      | Saône-et-Loire       | Bourgogne-Franche-Comté    | classé     | « PA00113271 », notice no PA00113271 | 46° 27′ 03″ nord, 4° 43′ 12″ est    |       |
| Château de Sercy                                                              | Sercy                                 | Saône-et-Loire       | Bourgogne-Franche-Comté    | classé     | « PA00113477 », notice no PA00113477 | 46° 36′ 20″ nord, 4° 40′ 55″ est    |       |
| Prieuré Saint-Augustin de Rouessé-Fontaine                                    | Rouessé-Fontaine                      | Sarthe               | Pays de la Loire           | inscrit    | « PA00109921 », notice no PA00109921 | 48° 19′ 22″ nord, 0° 09′ 08″ est    |       |
| Château de Perrochel                                                          | Saint-Aubin-de-Locquenay              | Sarthe               | Pays de la Loire           | inscrit    | « PA00109929 », notice no PA00109929 | 48° 15′ 16″ nord, 0° 01′ 43″ est    |       |
| Église Saint-Martin de Sarcé                                                  | Sarcé                                 | Sarthe               | Pays de la Loire           | inscrit    | « PA00109964 », notice no PA00109964 | 47° 43′ 17″ nord, 0° 13′ 15″ est    |       |
| Château de la Groirie                                                         | Trangé                                | Sarthe               | Pays de la Loire           | inscrit    | « PA00109979 », notice no PA00109979 | 48° 01′ 41″ nord, 0° 07′ 30″ est    |       |
| Abri de Saint-Jean-d'Arvey                                                    | Saint-Jean-d'Arvey                    | Savoie               | Auvergne-Rhône-Alpes       | classé     | « PA00118295 », notice no PA00118295 | 45° 35′ 49″ nord, 5° 59′ 28″ est    |       |
| Abbaye de Chelles                                                             | Chelles                               | Seine-et-Marne       | Île-de-France              | classé     | « PA00086886 », notice no PA00086886 | 48° 52′ 40″ nord, 2° 35′ 24″ est    |       |
| Donjon de Moret                                                               | Moret-Loing-et-Orvanne                | Seine-et-Marne       | Île-de-France              | inscrit    | « PA00087137 », notice no PA00087137 | 48° 22′ 15″ nord, 2° 49′ 08″ est    |       |
| Église Saint-Jean-Baptiste de Saint-Thibault-des-Vignes                       | Saint-Thibault-des-Vignes             | Seine-et-Marne       | Île-de-France              | classé     | « PA00087276 », notice no PA00087276 | 48° 52′ 07″ nord, 2° 41′ 20″ est    |       |
| Chapelle des Blanques                                                         | Alvimare                              | Seine-Maritime       | Normandie                  | classé     | « PA00100537 », notice no PA00100537 | 49° 36′ 54″ nord, 0° 38′ 38″ est    |       |
| Château et ferme de Pleinbosc                                                 | Étoutteville                          | Seine-Maritime       | Normandie                  | inscrit    | « PA00100647 », notice no PA00100647 | 49° 39′ 46″ nord, 0° 47′ 46″ est    |       |
| Grange dîmière d'Heurteauville                                                | Heurteauville                         | Seine-Maritime       | Normandie                  | inscrit    | « PA00100721 », notice no PA00100721 | 49° 26′ 57″ nord, 0° 48′ 51″ est    |       |
| Chapelle Saint-Jean-Baptiste de Pleine-Sevette                                | Néville                               | Seine-Maritime       | Normandie                  | classé     | « PA00100773 », notice no PA00100773 | 49° 48′ 41″ nord, 0° 43′ 35″ est    |       |
| Hôtel Bésuel                                                                  | Rouen                                 | Seine-Maritime       | Normandie                  | classé     | « PA00100836 », notice no PA00100836 | 49° 26′ 43″ nord, 1° 05′ 31″ est    |       |
| Manoir de l'Aumônerie, dit Ferme des Templiers (Saint-Martin-de-Boscherville) | Saint-Martin-de-Boscherville          | Seine-Maritime       | Normandie                  | inscrit    | « PA00101034 », notice no PA00101034 | 49° 26′ 03″ nord, 0° 58′ 02″ est    |       |
| Château de Vaujours (actuelle école Fénélon)                                  | Vaujours                              | Seine-Saint-Denis    | Île-de-France              | inscrit    | « PA00079967 », notice no PA00079967 | 48° 55′ 49″ nord, 2° 34′ 12″ est    |       |
| Maison des Arondelles                                                         | Abbeville                             | Somme                | Hauts-de-France            | inscrit    | « PA00116029 », notice no PA00116029 | 50° 06′ 28″ nord, 1° 50′ 07″ est    |       |
| Maison                                                                        | Abbeville                             | Somme                | Hauts-de-France            | inscrit    | « PA00116028 », notice no PA00116028 | 50° 06′ 28″ nord, 1° 49′ 57″ est    |       |
| Maison                                                                        | Abbeville                             | Somme                | Hauts-de-France            | inscrit    | « PA00116034 », notice no PA00116034 | 50° 06′ 15″ nord, 1° 50′ 06″ est    |       |
| Maison                                                                        | Abbeville                             | Somme                | Hauts-de-France            | inscrit    | « PA00116030 », notice no PA00116030 | 50° 06′ 22″ nord, 1° 49′ 35″ est    |       |
| Maison                                                                        | Abbeville                             | Somme                | Hauts-de-France            | inscrit    | « PA00116031 », notice no PA00116031 | 50° 06′ 32″ nord, 1° 49′ 54″ est    |       |
| Maison                                                                        | Abbeville                             | Somme                | Hauts-de-France            | inscrit    | « PA00116033 », notice no PA00116033 | 50° 06′ 30″ nord, 1° 49′ 48″ est    |       |
| Hôtellerie de l'Angle d'Or                                                    | Amiens                                | Somme                | Hauts-de-France            | inscrit    | « PA00116064 », notice no PA00116064 | 49° 53′ 40″ nord, 2° 18′ 02″ est    |       |
| Immeuble                                                                      | Amiens                                | Somme                | Hauts-de-France            | inscrit    | « PA00116067 », notice no PA00116067 | 49° 53′ 38″ nord, 2° 18′ 01″ est    |       |
| Château de Wailly (Somme)                                                     | Conty                                 | Somme                | Hauts-de-France            | classé     | « PA00116120 », notice no PA00116120 | 49° 46′ 00″ nord, 2° 09′ 23″ est    |       |
| Église Notre-Dame-de-l'Assomption de Vieulaines                               | Fontaine-sur-Somme                    | Somme                | Hauts-de-France            | inscrit    | « PA00116158 », notice no PA00116158 | 50° 01′ 28″ nord, 1° 57′ 32″ est    |       |
| Hôtel du Bosc                                                                 | Albi                                  | Tarn                 | Occitanie                  | inscrit    | « PA00095459 », notice no PA00095459 | 43° 55′ 36″ nord, 2° 08′ 36″ est    |       |
| Immeuble                                                                      | Albi                                  | Tarn                 | Occitanie                  | inscrit    | « PA00095464 », notice no PA00095464 | 43° 55′ 58″ nord, 2° 08′ 28″ est    |       |
| Église Saint-Antoine des Cabannes                                             | Les Cabannes                          | Tarn                 | Occitanie                  | inscrit    | « PA00095494 », notice no PA00095494 | 44° 04′ 03″ nord, 1° 56′ 09″ est    |       |
| Tour des Cabannes                                                             | Les Cabannes                          | Tarn                 | Occitanie                  | inscrit    | « PA00095495 », notice no PA00095495 | 44° 04′ 04″ nord, 1° 56′ 11″ est    |       |
| Château de Goudourville                                                       | Goudourville                          | Tarn-et-Garonne      | Occitanie                  | inscrit    | « PA00095752 », notice no PA00095752 | 44° 06′ 52″ nord, 0° 55′ 31″ est    |       |
| Église des Carmes de Lauzerte                                                 | Lauzerte                              | Tarn-et-Garonne      | Occitanie                  | inscrit    | « PA00095774 », notice no PA00095774 | 44° 15′ 19″ nord, 1° 08′ 22″ est    |       |
| Château de Reyniès                                                            | Reyniès                               | Tarn-et-Garonne      | Occitanie                  | inscrit    | « PA00095859 », notice no PA00095859 | 43° 54′ 57″ nord, 1° 23′ 43″ est    |       |
| Manoir du Réal                                                                | Boissy-l'Aillerie                     | Val-d'Oise           | Île-de-France              | inscrit    | « PA00080008 », notice no PA00080008 | 49° 04′ 04″ nord, 2° 02′ 07″ est    |       |
| Église Notre-Dame-de-l'Assomption de Frémécourt                               | Frémécourt                            | Val-d'Oise           | Île-de-France              | inscrit    | « PA00080060 », notice no PA00080060 | 49° 07′ 11″ nord, 2° 00′ 06″ est    |       |
| Trou à Morts                                                                  | Parmain                               | Val-d'Oise           | Île-de-France              | classé     | « PA00080159 », notice no PA00080159 | 49° 08′ 07″ nord, 2° 11′ 48″ est    |       |
| Chapelle Saint-Denis de Bagnols-en-Forêt                                      | Bagnols-en-Forêt                      | Var                  | Provence-Alpes-Côte d'Azur | inscrit    | « PA00081530 », notice no PA00081530 | 43° 32′ 30″ nord, 6° 40′ 46″ est    |       |
| Chapelle de la Trinité de Callas                                              | Callas                                | Var                  | Provence-Alpes-Côte d'Azur | inscrit    | « PA00081566 », notice no PA00081566 | 43° 34′ 21″ nord, 6° 33′ 11″ est    |       |
| Tour de la Madeleine                                                          | Avignon                               | Vaucluse             | Provence-Alpes-Côte d'Azur | inscrit    | « PA00081952 », notice no PA00081952 | 43° 57′ 01″ nord, 4° 48′ 17″ est    |       |
| Chapelle Sainte-Catherine (ancienne)                                          | Avignon                               | Vaucluse             | Provence-Alpes-Côte d'Azur | inscrit    | « PA00081819 », notice no PA00081819 | 43° 57′ 04″ nord, 4° 48′ 37″ est    |       |
| Immeuble                                                                      | L'Isle-sur-la-Sorgue                  | Vaucluse             | Provence-Alpes-Côte d'Azur | inscrit    | « PA00082052 », notice no PA00082052 | 43° 55′ 07″ nord, 5° 03′ 00″ est    |       |
| Grenier public de L'Isle-sur-la-Sorgue                                        | L'Isle-sur-la-Sorgue                  | Vaucluse             | Provence-Alpes-Côte d'Azur | inscrit    | « PA00082049 », notice no PA00082049 | 43° 55′ 12″ nord, 5° 03′ 06″ est    |       |
| Immeuble                                                                      | L'Isle-sur-la-Sorgue                  | Vaucluse             | Provence-Alpes-Côte d'Azur | inscrit    | « PA00082055 », notice no PA00082055 | 43° 55′ 11″ nord, 5° 03′ 05″ est    |       |
| Atelier de forge de Lourmarin                                                 | Lourmarin                             | Vaucluse             | Provence-Alpes-Côte d'Azur | inscrit    | « PA00082065 », notice no PA00082065 | 43° 45′ 49″ nord, 5° 21′ 45″ est    |       |
| Centre hospitalier cours Pourtoules d'Orange                                  | Orange                                | Vaucluse             | Provence-Alpes-Côte d'Azur | inscrit    | « PA00082098 », notice no PA00082098 | 44° 08′ 07″ nord, 4° 48′ 38″ est    |       |
| Bories de Velleron                                                            | Velleron                              | Vaucluse             | Provence-Alpes-Côte d'Azur | inscrit    | « PA00082203 », notice no PA00082203 | 43° 57′ 53″ nord, 5° 03′ 03″ est    |       |
| Château du Puy du Fou                                                         | Les Epesses                           | Vendée               | Pays de la Loire           | classé     | « PA00110089 », notice no PA00110089 | 46° 53′ 31″ nord, 0° 55′ 48″ ouest  |       |
| Pierre-Levée de Loubressac                                                    | Mazerolles                            | Vienne               | Nouvelle-Aquitaine         | classé     | « PA00105525 », notice no PA00105525 | 46° 25′ 15″ nord, 0° 40′ 48″ est    |       |
| Abbaye de Saint-Savin-sur-Gartempe                                            | Saint-Savin                           | Vienne               | Nouvelle-Aquitaine         | classé     | « PA00105711 », notice no PA00105711 | 46° 33′ 50″ nord, 0° 51′ 57″ est    |       |
| Hôpital-hospice Sainte-Béatrix                                                | Remiremont                            | Vosges               | Grand Est                  | inscrit    | « PA00107255 », notice no PA00107255 | 48° 00′ 51″ nord, 6° 35′ 29″ est    |       |
| Château de Crèvecœur                                                          | Vaudéville                            | Vosges               | Grand Est                  | inscrit    | « PA00107311 », notice no PA00107311 | 48° 13′ 42″ nord, 6° 32′ 30″ est    |       |
| Château d'Ordon                                                               | Saint-Loup-d'Ordon                    | Yonne                | Bourgogne-Franche-Comté    | inscrit    | « PA00113827 », notice no PA00113827 | 48° 01′ 13″ nord, 3° 10′ 07″ est    |       |
| Château de Thizy                                                              | Thizy                                 | Yonne                | Bourgogne-Franche-Comté    | inscrit    | « PA00113899 », notice no PA00113899 | 47° 34′ 06″ nord, 4° 03′ 15″ est    |       |
| Maison de charité                                                             | Croissy-sur-Seine                     | Yvelines             | Île-de-France              | inscrit    | « PA00087418 », notice no PA00087418 | 48° 52′ 34″ nord, 2° 09′ 01″ est    |       |
| Maison Joséphine                                                              | Croissy-sur-Seine                     | Yvelines             | Île-de-France              | inscrit    | « PA00087419 », notice no PA00087419 | 48° 52′ 43″ nord, 2° 09′ 12″ est    |       |
| Machine des eaux de Maisons-Laffitte et aqueduc                               | Maisons-Laffitte                      | Yvelines             | Île-de-France              | classé     | « PA00087498 », notice no PA00087498 | 48° 56′ 37″ nord, 2° 09′ 14″ est    |       |
| Pavillon des Gardes                                                           | Maisons-Laffitte                      | Yvelines             | Île-de-France              | classé     | « PA00087501 », notice no PA00087501 | 48° 57′ 25″ nord, 2° 08′ 12″ est    |       |
| Hôtel                                                                         | Le Pecq                               | Yvelines             | Île-de-France              | inscrit    | « PA00087563 », notice no PA00087563 | 48° 53′ 40″ nord, 2° 05′ 56″ est    |       |
| Pavillon de Polignac                                                          | Saint-Germain-en-Laye                 | Yvelines             | Île-de-France              | inscrit    | « PA00087626 », notice no PA00087626 | 48° 53′ 36″ nord, 2° 05′ 46″ est    |       |
| Hôtel de Madame de Maintenon                                                  | Saint-Germain-en-Laye                 | Yvelines             | Île-de-France              | inscrit    | « PA00087617 », notice no PA00087617 | 48° 53′ 47″ nord, 2° 05′ 41″ est    |       |